# Deportivo Guadalajara/Statistik
Der Artikel befasst sich mit diversen Statistiken des Club Deportivo Guadalajara, auch bekannt unter dem Spitznamen Chivas.

## Der „erste“ Vergleich
Mitte 1906 fand das erste Spiel in der Vereinsgeschichte (damals noch als Club Unión) statt. Gegner und Ergebnis sind nicht mehr bekannt. Doch auch danach gab es einige Begegnungen, die als das „erste Aufeinandertreffen“ dieser Art historisch bedeutsam sind:
| Datum      | Gegner               | Ergebnis | Anlass                                                 |
| ---------- | -------------------- | -------- | ------------------------------------------------------ |
| 1916       | CF Atlas             | 1:2      | Erster Clásico Tapatío                                 |
| 21.10.1943 | CF Atlante           | 4:1      | Erstes Spiel in der Primera División                   |
| 28.10.1943 | A.D.O.               | 5:1      | Erstes Heimspiel in der Primera División               |
| 05.12.1943 | CF Atlas             | 7:3      | Erster Clásico Tapatío in der Primera División         |
| 16.01.1944 | CF América           | 3:1      | Erster Superclásico in der Primera División            |
| 30.01.1947 | Racing Club          | 2:3      | Erster Vergleich mit einer ausländischen Mannschaft    |
| 07.08.1947 | Ferencváros Budapest | 2:1      | Erster Vergleich mit einer europäischen Mannschaft     |
| 27.06.1951 | VfB Stuttgart        | 1:0      | Erster Vergleich mit einer deutschen Mannschaft        |
| 29.01.1953 | FK Austria Wien      | 0:0      | Erster Vergleich mit einer österreichischen Mannschaft |
| 30.04.1964 | FC Barcelona         | 2:2      | Erstes Gastspiel in Europa                             |
| 15.05.1964 | Werder Bremen        | 1:2      | Erstes Gastspiel in Deutschland                        |

## Platzierungen in derLiga MX(bis 1949/50 Liga Mayor und anschließend bis 2012/13 Primera División)
- siehe auch: Liste aller Punktspiele von Deportivo Guadalajara in der höchsten Profiliga

### Platzierungen von 1943/44 bis México 70
In den Zeitraum der zweiten Hälfte dieser Liste fällt die Epoche der erfolgreichsten Chivas-Mannschaft aller Zeiten, die in den neun Spielzeiten zwischen 1956/57 und 1964/65 sieben Meistertitel gewann und auch unter der Bezeichnung „Campeonísimo“ bekannt ist.
| Saison    | Platz      | Spiele | S  | U  | N  | Tore  | Punkte | Bemerkungen |
| --------- | ---------- | ------ | -- | -- | -- | ----- | ------ | --- |
| 1943/44   | 6. von 10  | 18     | 8  | 0  | 10 | 50:51 | 16–20  | |
| 1944/45   | 10. von 13 | 24     | 6  | 9  | 9  | 50:60 | 21–27  | |
| 1945/46   | 11. von 16 | 30     | 11 | 5  | 14 | 60:64 | 27–33  | |
| 1946/47   | 11. von 15 | 28     | 7  | 9  | 12 | 58:61 | 23–33  | |
| 1947/48   | 11. von 15 | 28     | 9  | 7  | 12 | 55:69 | 25–31  | |
| 1948/49   | 3. von 15  | 28     | 17 | 4  | 7  | 54:37 | 38–18  | |
| 1949/50   | 12. von 14 | 26     | 7  | 8  | 11 | 47:57 | 22–30  | |
| 1950/51   | 5. von 12  | 22     | 9  | 7  | 6  | 42:33 | 25–19  | |
| 1951/52   | 2. von 12  | 22     | 13 | 4  | 5  | 46:24 | 30–14  | Erstmals Vizemeister |
| 1952/53   | 5. von 12  | 22     | 10 | 3  | 9  | 41:32 | 23–21  | |
| 1953/54   | 6. von 12  | 22     | 9  | 4  | 9  | 46:34 | 22–22  | |
| 1954/55   | 2. von 12  | 22     | 12 | 6  | 4  | 41:22 | 30–14  | |
| 1955/56   | 10. von 14 | 26     | 5  | 11 | 10 | 33:35 | 21–31  | |
| 1956/57   | 1. von 13  | 24     | 17 | 2  | 5  | 47:22 | 36–12  | Der erste Meistertitel |
| 1957/58   | 3. von 14  | 26     | 14 | 5  | 7  | 48:27 | 33–19  | |
| 1958/59   | 1. von 14  | 26     | 16 | 6  | 4  | 52:26 | 38–14  | |
| 1959/60   | 1. von 14  | 26     | 17 | 4  | 5  | 52:37 | 38–14  | |
| 1960/61   | 1. von 14  | 26     | 17 | 5  | 4  | 53:29 | 39–13  | |
| 1961/62   | 1. von 14  | 26     | 20 | 1  | 5  | 58:17 | 41–11  | Bis heute ist Chivas der einzige Verein, der die mexikanische Meisterschaft viermal in Folge gewinnen konnte. |
| 1962/63   | 2. von 14  | 26     | 12 | 11 | 3  | 39:25 | 35–17  | Chivas verlor die Meisterschaft am letzten Spieltag durch eine 0:1-Niederlage gegen den bisherigen Tabellenzweiten und neuen Meister Oro.                                                                                        |
| 1963/64   | 1. von 14  | 26     | 16 | 5  | 5  | 43:25 | 37–15  | |
| 1964/65   | 1. von 16  | 30     | 15 | 10 | 5  | 47:29 | 40–20  | |
| 1965/66   | 3. von 16  | 30     | 17 | 6  | 7  | 47:33 | 40–20  | |
| 1966/67   | 3. von 16  | 30     | 13 | 9  | 8  | 36:28 | 35–25  | |
| 1967/68   | 6. von 16  | 30     | 13 | 8  | 9  | 51:35 | 34–26  | |
| 1968/69   | 2. von 16  | 30     | 14 | 10 | 6  | 45:30 | 38–22  | |
| 1969/70   | 1. von 16  | 30     | 18 | 9  | 3  | 54:24 | 45–15  | |
| México 70 | 2. von 16  | 28     | 14 | 6  | 8  | 48:29 | 34–22  | Die Meisterschaft wurde in einer Doppelrunde ausgetragen; zunächst zwei Gruppen zur Ermittlung der anschließend ausgetragenen Meisterschafts- und Relegationsrunde. Chivas belegte in der Meisterschaftsrunde den zweiten Platz. |

### Platzierungen von 1970/71 bis 1995/96
Seit der Saison 1970/71 wird die Meisterschaft in Gruppen unterteilt und in anschließenden Play-offs (in Mexiko Liguillas genannt) entschieden. Daher enthält die nachstehende Liste an der zweiten Stelle eine zusätzliche Spalte mit der Überschrift Liguilla, in der das Abschneiden in der jeweiligen Saison dokumentiert wird: Das Kürzel n.q.  bedeutet, dass Chivas sich für die Liguilla nicht qualifizieren konnte und Rep., dass sie in der Repechaje gescheitert sind. VF bedeutet, dass sie im Viertelfinale bzw. HF, dass sie im Halbfinale ausgeschieden sind. F dokumentiert, dass sie das Finale erreicht haben und somit Vizemeister sind. M bedeutet, dass sie die Meisterschaft gewonnen haben. Die in der dritten Spalte angegebene Platzierung bezieht sich auf die jeweilige Gesamtsaisontabelle, die keinen Einfluss auf die Meisterschaft als solches hat.
Eine Randnotiz verdient die Tatsache, dass Chivas in den acht Spielzeiten zwischen 1972/73 und 1979/80 kein einziges Mal die Liguillas erreicht hat. Die „mageren Jahre“ sind auch unter der Bezeichnung „chivas flacas“ bekannt.
| Saison             | Liguilla | Platz      | Spiele | S   | U   | N   | Tore        | Punkte     | Bemerkungen |
| ------------------ | -------- | ---------- | ------ | --- | --- | --- | ----------- | ---------- | --- |
| 1970/71            | n.q.     | 14. von 18 | 34     | 11  | 8   | 15  | 34:44       | 30–38      | Chivas rettete sich in seiner Gruppe mit nur einem Punkt Vorsprung auf Pachuca vor einer möglichen Relegationsrunde gegen den Stadtrivalen Atlas.                                                                                                   |
| 1971/72            | HF       | 5. von 18  | 34     | 14  | 11  | 9   | 37:33       | 39–29      | In der Gruppe B belegte Guadalajara den zweiten Platz und qualifizierte sich somit für das Halbfinale gegen den späteren Meister Cruz Azul, dem Chivas knapp mit 1:0 und 0:2 unterlag.                                                              |
| 1972/73            | n.q.     | 9. von 18  | 34     | 10  | 12  | 12  | 38:39       | 32–36      | |
| 1973/74            | n.q.     | 11. von 18 | 34     | 11  | 12  | 11  | 43:45       | 34–34      | |
| 1974/75            | n.q.     | 11. von 20 | 38     | 13  | 12  | 13  | 50:52       | 38–38      | |
| 1975/76            | n.q.     | 14. von 20 | 38     | 11  | 13  | 14  | 47:52       | 35–41      | |
| 1976/77            | VF       | 7. von 20  | 38     | 15  | 13  | 10  | 44:38       | 43–33      | In der in zwei Gruppen ausgetragenen Meisterrunde belegte Guadalajara den letzten Platz. |
| 1977/78            | n.q.     | 14. von 20 | 38     | 12  | 10  | 16  | 48:56       | 34–42      | |
| 1978/79            | n.q.     | 15. von 20 | 38     | 11  | 13  | 14  | 43:56       | 35–41      | |
| 1979/80            | n.q.     | 11. von 20 | 38     | 11  | 16  | 11  | 45:41       | 38–38      | |
| 1980/81            | VF       | 3. von 20  | 38     | 15  | 13  | 10  | 53:41       | 43–33      | |
| 1981/82            | n.q.     | 17. von 20 | 38     | 6   | 15  | 17  | 39:55       | 27–49      | |
| 1982/83            | F        | 7. von 20  | 38     | 13  | 14  | 11  | 44:37       | 40–36      | |
| 1983/84            | F        | 4. von 20  | 38     | 15  | 16  | 7   | 56:40       | 46–30      | |
| 1984/85            | VF       | 6. von 20  | 38     | 16  | 13  | 9   | 49:30       | 45–31      | |
| Prode 85 México 86 | VF HF    | 7. von 20  | 8 18   | 4 6 | 2 7 | 2 5 | 12:10 30:25 | 10–6 19–17 | Wegen der WM 1986 im eigenen Land wurden zwei Sonderturniere in halbjährlichem Turnus ausgetragen, wie es ab 1996/97 üblich wurde |
| 1986/87            | M        | 1. von 21  | 40     | 21  | 13  | 6   | 63:28       | 55–25      | |
| 1987/88            | VF       | 3. von 20  | 38     | 17  | 12  | 9   | 54:35       | 46–30      | |
| 1988/89            | VF       | 4. von 20  | 38     | 19  | 9   | 10  | 66:43       | 47–29      | In der in zwei Gruppen ausgetragenen Meisterrunde belegte Guadalajara – punktgleich mit dem Erzrivalen América – den zweiten Platz. Ein Halbfinale wurde nicht ausgetragen.                                                                         |
| 1989/90            | n.q.     | 11. von 20 | 38     | 10  | 18  | 10  | 41:42       | 38–38      | |
| 1990/91            | HF       | 7. von 20  | 38     | 10  | 21  | 7   | 43:36       | 41–35      | |
| 1991/92            | VF       | 3. von 20  | 38     | 13  | 19  | 6   | 41:31       | 45–31      | |
| 1992/93            | n.q.     | 13. von 20 | 38     | 11  | 11  | 16  | 43:54       | 33–43      | |
| 1993/94            | Rep.     | 7. von 20  | 38     | 15  | 13  | 10  | 44:34       | 43–33      | |
| 1994/95            | HF       | 1. von 19  | 36     | 22  | 8   | 6   | 70:35       | 52–20      | Es war eine der besten Spielzeiten der Chivasi, die die Punktspielrunde folglich als Superlíder (punktbestes Team) abschlossen, aber im Halbfinale der Liguilla aufgrund der damals geltenden Auswärtstorregel am neuen Meister Necaxa scheiterten. |
| 1995/96            | n.q.     | 12. von 18 | 34     | 11  | 10  | 13  | 37:42       | 43         | In dieser Saison wurde die Drei-Punkte-Regel eingeführt. |

### Platzierungen seit 1996/97
Seit 1996/97 werden zwei Meisterschaften pro Saison ausgetragen. In der ersten Halbsaison wird der Meister der Hinrunde (in Mexiko als Apertura bzw. anfangs als Invierno bezeichnet) und anschließend der Meister der Rückrunde (Clausura bzw. Verano) ermittelt.
| Saison | Liguilla | Platz      | Spiele | S  | U  | N  | Tore  | Punkte | Bemerkungen |
| ------ | -------- | ---------- | ------ | -- | -- | -- | ----- | ------ | --- |
| Inv 96 | VF       | 3. von 18  | 17     | 9  | 4  | 4  | 33:19 | 31     | |
| Ver 97 | M        | 2. von 18  | 17     | 9  | 7  | 1  | 27:16 | 34     | Auf dem Weg zum Meistertitel feierte Chivas die beiden höchsten Siege in der Geschichte seiner Teilnahme an den Liguillas: im Viertelfinale ein 5:0 gegen Santos Laguna und im Finale ein 6:1 gegen Toros Neza.                            |
| Inv 97 | VF       | 5. von 18  | 17     | 8  | 5  | 4  | 28:24 | 29     | |
| Ver 98 | n.q.     | 13. von 18 | 17     | 5  | 4  | 8  | 19:17 | 19     | |
| Inv 98 | F        | 3. von 18  | 17     | 10 | 4  | 3  | 34:25 | 34     | Zum dritten Mal nach 1994/95 und Inv 96 scheitert Guadalajara innerhalb von weniger als vier Jahren an Necaxa. |
| Ver 99 | VF       | 6. von 18  | 17     | 7  | 5  | 5  | 24:21 | 26     | |
| Inv 99 | VF       | 5. von 18  | 17     | 8  | 4  | 5  | 20:19 | 28     | |
| Ver 00 | HF       | 4. von 18  | 17     | 7  | 6  | 4  | 25:17 | 27     | |
| Inv 00 | n.q.     | 17. von 18 | 17     | 3  | 5  | 9  | 18:27 | 14     | |
| Ver 01 | n.q.     | 11. von 18 | 17     | 5  | 7  | 5  | 21:17 | 22     | |
| Inv 01 | VF       | 7. von 19  | 18     | 6  | 8  | 4  | 20:20 | 26     | |
| Ver 02 | n.q.     | 11. von 19 | 18     | 5  | 7  | 6  | 22:21 | 22     | |
| Ape 02 | VF       | 7. von 20  | 19     | 6  | 9  | 4  | 28:29 | 27     | |
| Cla 03 | VF       | 8. von 20  | 19     | 8  | 7  | 4  | 32:24 | 31     | |
| Ape 03 | Rep.     | 8. von 20  | 19     | 9  | 2  | 8  | 30:28 | 29     | |
| Cla 04 | F        | 3. von 20  | 19     | 10 | 4  | 5  | 30:23 | 34     | Im Halbfinale setzt sich Guadalajara erstmals gegen Toluca durch, gegen die man in den bisherigen vier Vergleichen (seit 2000) stets gescheitert war.                                                                                      |
| Ape 04 | VF       | 5. von 18  | 17     | 8  | 5  | 4  | 34:22 | 29     | |
| Cla 05 | n.q.     | 10. von 18 | 17     | 6  | 5  | 6  | 29:31 | 23     | |
| Ape 05 | n.q.     | 13. von 18 | 17     | 4  | 7  | 6  | 16:22 | 19     | |
| Cla 06 | HF       | 7. von 18  | 17     | 6  | 5  | 6  | 19:26 | 23     | |
| Ape 06 | M        | 8. von 18  | 17     | 7  | 5  | 5  | 26:18 | 26     | Der elfte Meistertitel gelang durch einen Finalsieg über den alten Angstgegner Toluca. |
| Cla 07 | HF       | 2. von 18  | 17     | 9  | 4  | 4  | 27:14 | 31     | |
| Ape 07 | HF       | 4. von 18  | 17     | 9  | 4  | 4  | 28:16 | 31     | |
| Cla 08 | VF       | 1. von 18  | 17     | 9  | 6  | 2  | 32:14 | 33     | Chivas unterliegt Monterrey mit einem Gesamtergebnis von 5:8 und muss somit die meisten Gegentore hinnehmen, die man jemals gegen einen Gegner in den Liguillas (ohne Elfmeterschießen) erhielt.                                           |
| Ape 08 | n.q.     | 8. von 18  | 17     | 6  | 7  | 4  | 23:23 | 25     | Obwohl mit 25 Punkten den achten Platz der Gesamttabelle einnehmend, verpasst Chivas als viertplatziertes Team seiner Gruppe die Liguillas gegenüber dem Zweitplatzierten einer anderen Gruppe, Santos Laguna, der nur 22 Punkte erzielte. |
| Cla 09 | n.q.     | 11. von 18 | 17     | 5  | 6  | 6  | 21:20 | 21     | |
| Ape 09 | n.q.     | 14. von 18 | 17     | 5  | 4  | 8  | 23:29 | 19     | |
| Bic 10 | VF       | 2. von 18  | 17     | 10 | 2  | 5  | 28:21 | 32     | Anlässlich des vor 200 Jahren begonnenen mexikanischen Unabhängigkeitskrieges trug die Clausura 2010 die offizielle Bezeichnung Bicentenario 2010.                                                                                         |
| Ape 10 | n.q.     | 10. von 18 | 17     | 4  | 10 | 3  | 16:15 | 22     | Zum ersten Mal endeten mehr als die Hälfte aller Spiele von Chivas in einer Runde remis. |
| Cla 11 | HF       | 8. von 18  | 17     | 6  | 7  | 4  | 23:15 | 25     | |
| Ape 11 | VF       | 1. von 18  | 17     | 8  | 6  | 3  | 24:18 | 30     | |
| Cla 12 | n.q.     | 15. von 18 | 17     | 4  | 3  | 10 | 12:21 | 15     | Erstmals seit Einführung der halbjährlichen Meisterschaftsrunden musste Chivas in einem Turnier zehn Niederlagen hinnehmen. |
| Ape 12 | VF       | 8. von 18  | 17     | 6  | 5  | 6  | 17:17 | 23     | |
| Cla 13 | n.q.     | 17. von 18 | 17     | 3  | 7  | 7  | 15:24 | 16     | |
| Ape 13 | n.q.     | 16. von 18 | 17     | 2  | 6  | 9  | 16:30 | 12     | |
| Cla 14 | n.q.     | 15. von 18 | 17     | 5  | 6  | 6  | 13:18 | 21     | |
| Ape 14 | n.q.     | 16. von 18 | 17     | 3  | 7  | 7  | 13:20 | 16     | |
| Cla 15 | HF       | 5. von 18  | 17     | 7  | 5  | 5  | 20:16 | 26     | |
| Ape 15 | n.q.     | 13. von 18 | 17     | 6  | 3  | 8  | 23:26 | 21     | |
| Cla 16 | VF       | 5. von 18  | 17     | 7  | 7  | 3  | 26:16 | 28     | |
| Ape 16 | VF       | 4. von 18  | 17     | 8  | 4  | 5  | 21:17 | 28     | |
| Cla 17 | M        | 3. von 18  | 17     | 7  | 6  | 4  | 21:18 | 27     | Der zwölfte Meistertitel gelang durch einen Finalsieg über den Titelverteidiger UANL Tigres. |
| Ape 17 | n.q.     | 13. von 18 | 17     | 4  | 6  | 7  | 21:23 | 18     | |
| Cla 18 | n.q.     | 17. von 18 | 17     | 3  | 6  | 8  | 14:24 | 15     | |
| Ape 18 | n.q.     | 11. von 18 | 17     | 5  | 5  | 7  | 21:22 | 20     | |
| Cla 19 | n.q.     | 14. von 18 | 17     | 5  | 3  | 9  | 16:21 | 18     | |
| Ape 19 | n.q.     | 10. von 19 | 18     | 7  | 4  | 7  | 28:28 | 25     | |
| Cla 20 | -.-      | 5. von 18  | 10     | 4  | 4  | 2  | 13:11 | 16     | Die Meisterschaft wurde aufgrund der weltweiten COVID-19-Pandemie, die im März 2020 auch zunehmend Mexiko erreichte, vorzeitig abgebrochen.                                                                                                |
| Ape 20 | HF       | 7. von 18  | 17     | 7  | 5  | 5  | 20:17 | 26     | |
| Cla 21 | Recl.    | 9. von 18  | 17     | 5  | 8  | 4  | 21:21 | 23     | |
| Ape 21 | Recl.    | 10. von 18 | 17     | 5  | 7  | 5  | 13:13 | 22     | |
| Cla 22 | VF       | 6. von 18  | 17     | 7  | 5  | 5  | 25:21 | 26     | |
| Ape 22 | Recl.    | 9. von 18  | 17     | 5  | 7  | 5  | 19:17 | 22     | |
| Cla 23 | F        | 3. von 18  | 17     | 10 | 4  | 3  | 28:18 | 34     | Auf dem Weg ins Finale setzte Chivas sich gegen seine beiden Hauptrivalen Atlas und América durch, verlor aber die Neuauflage des Finals von 2017 gegen die UANL Tigres.                                                                   |
| Ape 23 | VF       | 5. von 18  | 17     | 8  | 3  | 6  | 22:22 | 27     | |
| Cla 24 | HF       | 6. von 18  | 17     | 9  | 4  | 4  | 24:17 | 31     | |
| Ape 24 | Recl.    | 9. von 18  | 17     | 7  | 4  | 6  | 24:15 | 25     | |
| Cla 25 | n.q.     | 11. von 18 | 17     | 5  | 6  | 6  | 18:21 | 21     | |

## Chivas in den Liguillas
Die nachstehende Liste enthält alle Ergebnisse der Chivasi in den ab der Saison 1970/71 eingeführten Liguillas, die seither im Anschluss an die Punktspielrunde den Meister ermitteln. Mit Ausnahme einiger Spielzeiten in den 1970er und 1980er Jahren, als die Liguillas teilweise in Gruppenspielen ausgetragen wurden, fand dieser Wettbewerb ansonsten ausschließlich im Rahmen eines K.-o.-Systems statt. In den Spielzeiten 1980/81 und 1988/89 nahm Chivas an der Gruppenphase teil.
| Spieljahr | Runde           | Heim                     | Gast                     | Ergebnis  | Bemerkungen |
| --------- | --------------- | ------------------------ | ------------------------ | --------- | --- |
| 1971/72   | Halbfinale      | Cruz Azul                | Guadalajara              | 0:1       | |
| 1971/72   | Halbfinale      | Guadalajara              | Cruz Azul                | 0:2       | Cruz Azul wird anschließend dreimal in Folge Meister. |
| 1976/77   | Viertelfinale   | Guadalajara              | Club América             | 1:2       | |
| 1976/77   | Viertelfinale   | Leones Negros de la UdeG | Guadalajara              | 0:0       | |
| 1976/77   | Viertelfinale   | Atlético Potosino        | Guadalajara              | 3:0       | |
| 1976/77   | Viertelfinale   | Club América             | Guadalajara              | 0:1       | Beide Erzrivalen scheitern, den Gruppensieg verbucht am Ende der Club Universidad de Guadalajara. |
| 1976/77   | Viertelfinale   | Guadalajara              | Leones Negros de la UdeG | 0:2       | |
| 1976/77   | Viertelfinale   | Guadalajara              | Atlético Potosino        | 0:3       | Durch diese Niederlage zieht Potosino noch an Guadalajara vorbei, das auf den letzten Rang zurückfällt. |
| 1980/81   | Viertelfinale   | Atlético Español         | Guadalajara              | 2:0       | |
| 1980/81   | Viertelfinale   | Guadalajara              | Deportivo Neza           | 0:0       | |
| 1980/81   | Viertelfinale   | Guadalajara              | U.N.A.M.                 | 2:3       | |
| 1980/81   | Viertelfinale   | Deportivo Neza           | Guadalajara              | 1:0       | |
| 1980/81   | Viertelfinale   | Guadalajara              | Atlético Español         | 2:1       | Im vierten Heimspiel der Liguillas gelingt Chivas erstmals ein Sieg. |
| 1980/81   | Viertelfinale   | U.N.A.M.                 | Guadalajara              | 2:3       | UNAM gewinnt die Gruppe und erreicht das Finale, das gegen Cruz Azul gewonnen wird. Chivas belegt den dritten Platz in der Gruppe. |
| 1982/83   | Viertelfinale   | Guadalajara              | Atlante                  | 3:1       | |
| 1982/83   | Viertelfinale   | Atlante                  | Guadalajara              | 0:3       | |
| 1982/83   | Halbfinale      | Guadalajara              | América                  | 1:2       | |
| 1982/83   | Halbfinale      | América                  | Guadalajara              | 0:3       | |
| 1982/83   | Finale          | Guadalajara              | Puebla FC                | 2:1       | |
| 1982/83   | Finale          | Puebla FC                | Guadalajara              | 1:0       | Puebla gewinnt den Titel durch einen 7:6-Erfolg im Elfmeterschießen. |
| 1983/84   | Viertelfinale   | Tecos de la UAG          | Guadalajara              | 1:0       | |
| 1983/84   | Viertelfinale   | Guadalajara              | Tecos de la UAG          | 1:0       | Chivas qualifiziert sich durch einen 9:8-Sieg im Elfmeterschießen für das Halbfinale. |
| 1983/84   | Halbfinale      | Guadalajara              | U.N.A.M.                 | 2:1       | |
| 1983/84   | Halbfinale      | U.N.A.M.                 | Guadalajara              | 2:1       | Chivas gewinnt 5:3 im Elfmeterschießen. |
| 1983/84   | Finale          | Guadalajara              | América                  | 2:2       | |
| 1983/84   | Finale          | América                  | Guadalajara              | 3:1       | Zum einzigen Mal in seiner Geschichte wird Chivas zweimal in Folge Vizemeister. |
| 1984/85   | Viertelfinale   | Guadalajara              | América                  | 0:2       | |
| 1984/85   | Viertelfinale   | América                  | Guadalajara              | 1:0       | Zum zweiten Mal in Folge kommt es zum Superclásico. Erneut setzt sich América durch und gewinnt anschließend den Titel. |
| PRODE 85  | Viertelfinale   | Guadalajara              | Puebla FC                | 0:0       | |
| PRODE 85  | Viertelfinale   | Puebla FC                | Guadalajara              | 1:0       | Zum einzigen Mal bleibt Chivas in den Liguillas viermal in Folge ohne eigenen Torerfolg. |
| México 86 | Viertelfinale   | Guadalajara              | Puebla FC                | 3:2       | |
| México 86 | Viertelfinale   | Puebla FC                | Guadalajara              | 1:1       | Chivas gelingt die unmittelbare Revanche gegen Puebla. |
| México 86 | Halbfinale      | Guadalajara              | CF Monterrey             | 0:1       | |
| México 86 | Halbfinale      | CF Monterrey             | Guadalajara              | 1:0       | Durch einen Finalsieg gegen Tampico-Madero gewinnt Monterrey seinen ersten Meistertitel. |
| 1986/87   | Viertelfinale   | CF Monterrey             | Guadalajara              | 3:3       | |
| 1986/87   | Viertelfinale   | Guadalajara              | CF Monterrey             | 1:0       | Chivas gelingt die unmittelbare Revanche für das Halbfinal-Aus gegen den Vorjahresmeister Monterrey. |
| 1986/87   | Halbfinale      | Puebla FC                | Guadalajara              | 0:2       | |
| 1986/87   | Halbfinale      | Guadalajara              | Puebla FC                | 2:0       | |
| 1986/87   | Finale          | Cruz Azul                | Guadalajara              | 2:1       | |
| 1986/87   | Finale          | Guadalajara              | Cruz Azul                | 3:0       | Chivas gewinnt den ersten Meistertitel in der Geschichte der Liguillas. |
| 1987/88   | Viertelfinale   | Atlético Morelia         | Guadalajara              | 1:0       | |
| 1987/88   | Viertelfinale   | Guadalajara              | Atlético Morelia         | 1:2       | |
| 1988/89   | Viertelfinale   | América                  | Guadalajara              | 2:1       | |
| 1988/89   | Viertelfinale   | Guadalajara              | América                  | 2:1       | |
| 1988/89   | Viertelfinale   | Tecos de la UAG          | Guadalajara              | 1:0       | |
| 1988/89   | Viertelfinale   | Guadalajara              | Tecos de la UAG          | 2:0       | |
| 1988/89   | Viertelfinale   | Guadalajara              | Puebla FC                | 1:0       | |
| 1988/89   | Viertelfinale   | Puebla FC                | Guadalajara              | 0:3       | Erzrivale América gewinnt die Gruppe nur aufgrund des besseren Torverhältnisses (12:6) vor der punktgleichen Mannschaft aus Guadalajara (9:4 Tore) und holt sich anschließend den Titel durch einen Finalsieg gegen den Stadtrivalen Cruz Azul.  |
| 1990/91   | Viertelfinale   | Guadalajara              | Cruz Azul                | 3:0       | |
| 1990/91   | Viertelfinale   | Cruz Azul                | Guadalajara              | 2:5       | |
| 1990/91   | Halbfinale      | Guadalajara              | América                  | 0:2       | |
| 1990/91   | Halbfinale      | América                  | Guadalajara              | 3:0       | |
| 1991/92   | Viertelfinale   | Puebla FC                | Guadalajara              | 3:1       | |
| 1991/92   | Viertelfinale   | Guadalajara              | Puebla FC                | 2:1       | |
| 1993/94   | Repechaje       | Atlético Morelia         | Guadalajara              | 2:2       | |
| 1993/94   | Repechaje       | Guadalajara              | Atlético Morelia         | 2:3       | |
| 1994/95   | Viertelfinale   | Santos Laguna            | Guadalajara              | 3:1       | |
| 1994/95   | Viertelfinale   | Guadalajara              | Santos Laguna            | 2:0       | Chivas setzt sich aufgrund der Auswärtstorregel durch. |
| 1994/95   | Halbfinale      | Necaxa                   | Guadalajara              | 0:0       | |
| 1994/95   | Halbfinale      | Guadalajara              | Necaxa                   | 1:1       | Chivas unterliegt aufgrund der Auswärtstorregel. |
| Inv. 96   | Viertelfinale   | Necaxa                   | Guadalajara              | 2:0       | |
| Inv. 96   | Viertelfinale   | Guadalajara              | Necaxa                   | 2:1       | |
| Ver. 97   | Viertelfinale   | Santos Laguna            | Guadalajara              | 1:1       | |
| Ver. 97   | Viertelfinale   | Guadalajara              | Santos Laguna            | 5:0       | |
| Ver. 97   | Halbfinale      | Atlético Morelia         | Guadalajara              | 1:0       | |
| Ver. 97   | Halbfinale      | Guadalajara              | Atlético Morelia         | 1:0       | Chivas setzt sich aufgrund der mehr erzielten Punkte in der Liga durch. |
| Ver. 97   | Finale          | Toros Neza               | Guadalajara              | 1:1       | |
| Ver. 97   | Finale          | Guadalajara              | Toros Neza               | 6:1       | Mit der höchsten Anzahl geschossener Tore in einem Spiel der Liguilla holt Chivas seinen zehnten Meistertitel. Allein Gustavo Nápoles erzielte vier Treffer.                                                                                     |
| Inv. 97   | Viertelfinale   | Guadalajara              | América                  | 1:3       | |
| Inv. 97   | Viertelfinale   | América                  | Guadalajara              | 1:0       | |
| Inv. 98   | Viertelfinale   | Atlético Morelia         | Guadalajara              | 1:1       | |
| Inv. 98   | Viertelfinale   | Guadalajara              | Atlético Morelia         | 4:1       | |
| Inv. 98   | Halbfinale      | U.N.A.M.                 | Guadalajara              | 1:1       | |
| Inv. 98   | Halbfinale      | Guadalajara              | U.N.A.M.                 | 1:0       | |
| Inv. 98   | Finale          | Necaxa                   | Guadalajara              | 0:0       | |
| Inv. 98   | Finale          | Guadalajara              | Necaxa                   | 0:2       | Auch im dritten (und bisher letzten) Vergleich mit Necaxa scheitert Chivas. |
| Ver. 99   | Viertelfinale   | Guadalajara              | Cruz Azul                | 1:2       | |
| Ver. 99   | Viertelfinale   | Cruz Azul                | Guadalajara              | 2:2       | |
| Inv. 99   | Viertelfinale   | Guadalajara              | América                  | 0:0       | |
| Inv. 99   | Viertelfinale   | América                  | Guadalajara              | 1:0       | |
| Ver. 00   | Viertelfinale   | Atlas                    | Guadalajara              | 1:1       | |
| Ver. 00   | Viertelfinale   | Guadalajara              | Atlas                    | 1:1       | Den ersten Clásico Tapatío in der Geschichte der Liguillas gewinnt Chivas nur aufgrund der mehr erzielten Punkte in der Liga. |
| Ver. 00   | Halbfinale      | Guadalajara              | Deportivo Toluca         | 1:4       | |
| Ver. 00   | Halbfinale      | Deportivo Toluca         | Guadalajara              | 2:2       | |
| Inv. 01   | Viertelfinale   | Guadalajara              | Deportivo Toluca         | 1:1       | |
| Inv. 01   | Viertelfinale   | Deportivo Toluca         | Guadalajara              | 2:0       | |
| Ape. 02   | Viertelfinale   | Guadalajara              | Deportivo Toluca         | 2:1       | |
| Ape. 02   | Viertelfinale   | Deportivo Toluca         | Guadalajara              | 3:0       | Chivas scheitert bereits zum dritten Mal in Folge gegen Toluca. |
| Cla. 03   | Repechaje       | Cruz Azul                | Guadalajara              | 4:1       | |
| Cla. 03   | Repechaje       | Guadalajara              | Cruz Azul                | 4:1       | Chivas qualifiziert sich aufgrund der mehr erzielten Punkte in der Liga für die Liguilla. |
| Cla. 03   | Viertelfinale   | Guadalajara              | Monarcas Morelia         | 1:1       | |
| Cla. 03   | Viertelfinale   | Monarcas Morelia         | Guadalajara              | 4:2       | |
| Ape. 03   | Repechaje       | Deportivo Toluca         | Guadalajara              | 4:0       | |
| Ape. 03   | Repechaje       | Guadalajara              | Deportivo Toluca         | 4:2       | |
| Cla. 04   | Viertelfinale   | Atlante                  | Guadalajara              | 2:0       | |
| Cla. 04   | Viertelfinale   | Guadalajara              | Atlante                  | 3:1       | Chivas qualifiziert sich aufgrund der mehr erzielten Punkte in der Liga. |
| Cla. 04   | Halbfinale      | Deportivo Toluca         | Guadalajara              | 1:0       | |
| Cla. 04   | Halbfinale      | Guadalajara              | Deportivo Toluca         | 2:0       | Im fünften Vergleich setzt Chivas sich erstmals gegen Toluca durch. |
| Cla. 04   | Finale          | Guadalajara              | U.N.A.M.                 | 1:1       | |
| Cla. 04   | Finale          | U.N.A.M.                 | Guadalajara              | 0:0       | Chivas unterliegt den Pumas im Elfmeterschießen mit 4:5. |
| Ape. 04   | Viertelfinale   | Guadalajara              | Atlas                    | 0:1       | |
| Ape. 04   | Viertelfinale   | Atlas                    | Guadalajara              | 3:3       | Auch den vierten Clásico Tapatío kann Chivas nicht gewinnen und scheidet diesmal gegen den Stadtrivalen aus. |
| Cla. 06   | Viertelfinale   | Guadalajara              | Jaguares de Chiapas      | 2:3       | |
| Cla. 06   | Viertelfinale   | Jaguares de Chiapas      | Guadalajara              | 2:4       | |
| Cla. 06   | Halbfinale      | Guadalajara              | CF Pachuca               | 1:2       | |
| Cla. 06   | Halbfinale      | CF Pachuca               | Guadalajara              | 2:3       | Pachuca qualifiziert sich aufgrund der mehr erzielten Punkte in der Liga. |
| Ape. 06   | Repechaje       | Tiburones Rojos Veracruz | Guadalajara              | 1:2       | |
| Ape. 06   | Repechaje       | Guadalajara              | Tiburones Rojos Veracruz | 4:0       | |
| Ape. 06   | Viertelfinale   | Guadalajara              | Cruz Azul                | 2:0       | |
| Ape. 06   | Viertelfinale   | Cruz Azul                | Guadalajara              | 2:2       | |
| Ape. 06   | Halbfinale      | Guadalajara              | América                  | 2:0       | |
| Ape. 06   | Halbfinale      | América                  | Guadalajara              | 0:0       | Im bereits achten Superclásico kann sich Chivas erst zum zweiten Mal durchsetzen. |
| Ape. 06   | Finale          | Guadalajara              | Deportivo Toluca         | 1:1       | |
| Ape. 06   | Finale          | Deportivo Toluca         | Guadalajara              | 1:2       | Chivas gewinnt seinen bisher letzten Titel, wodurch Guadalajara wieder alleiniger Rekordmeister ist. |
| Cla. 07   | Viertelfinale   | UANL Tigres              | Guadalajara              | 1:3       | |
| Cla. 07   | Viertelfinale   | Guadalajara              | UANL Tigres              | 3:2       | |
| Cla. 07   | Halbfinale      | América                  | Guadalajara              | 1:0       | |
| Cla. 07   | Halbfinale      | Guadalajara              | América                  | 0:1       | |
| Ape. 07   | Viertelfinale   | San Luis FC              | Guadalajara              | 1:1       | |
| Ape. 07   | Viertelfinale   | Guadalajara              | San Luis FC              | 1:0       | |
| Ape. 07   | Halbfinale      | Guadalajara              | Atlante                  | 1:0       | |
| Ape. 07   | Halbfinale      | Atlante                  | Guadalajara              | 1:0       | Atlante qualifiziert sich aufgrund der in der Liga mehr erzielten Punkte. |
| Cla. 08   | Viertelfinale   | CF Monterrey             | Guadalajara              | 4:1       | |
| Cla. 08   | Viertelfinale   | Guadalajara              | CF Monterrey             | 4:4       | |
| Bic. 10   | Viertelfinale   | Monarcas Morelia         | Guadalajara              | 4:2       | |
| Bic. 10   | Viertelfinale   | Guadalajara              | Monarcas Morelia         | 1:0       | |
| Cla. 11   | Viertelfinale   | Guadalajara              | UANL Tigres              | 3:1       | |
| Cla. 11   | Viertelfinale   | UANL Tigres              | Guadalajara              | 1:1       | |
| Cla. 11   | Halbfinale      | Guadalajara              | U.N.A.M.                 | 1:1       | |
| Cla. 11   | Halbfinale      | U.N.A.M.                 | Guadalajara              | 2:0       | UNAM gewinnt anschließend die Meisterschaft. |
| Ape. 11   | Viertelfinale   | Gallos Blanco Querétaro  | Guadalajara              | 2:1       | |
| Ape. 11   | Viertelfinale   | Guadalajara              | Gallos Blanco Querétaro  | 0:0       | |
| Ape. 12   | Viertelfinale   | Guadalajara              | Deportivo Toluca         | 1:2       | |
| Ape. 12   | Viertelfinale   | Deportivo Toluca         | Guadalajara              | 3:1       | |
| Cla. 15   | Viertelfinale   | Guadalajara              | Atlas                    | 0:0       | |
| Cla. 15   | Viertelfinale   | Atlas                    | Guadalajara              | 1:4       | Durch den ersten Sieg im sechsten Clásico Tapatío erreicht Chivas das Halbfinale. |
| Cla. 15   | Halbfinale      | Santos Laguna            | Guadalajara              | 0:0       | |
| Cla. 15   | Halbfinale      | Guadalajara              | Santos Laguna            | 0:3       | |
| Cla. 16   | Viertelfinale   | Guadalajara              | América                  | 0:0       | |
| Cla. 16   | Viertelfinale   | América                  | Guadalajara              | 2:1       | |
| Ape. 16   | Viertelfinale   | América                  | Guadalajara              | 1:1       | |
| Ape. 16   | Viertelfinale   | Guadalajara              | América                  | 0:1       | |
| Cla. 17   | Viertelfinale   | Atlas                    | Guadalajara              | 1:0       | |
| Cla. 17   | Viertelfinale   | Guadalajara              | Atlas                    | 1:0       | Chivas setzt sich aufgrund der besseren Platzierung (3.) in der Punktspielrunde gegenüber Atlas (6.) durch. |
| Cla. 17   | Halbfinale      | Deportivo Toluca         | Guadalajara              | 1:1       | |
| Cla. 17   | Halbfinale      | Guadalajara              | Deportivo Toluca         | 1:1       | Chivas setzt sich aufgrund der besseren Platzierung (3.) in der Punktspielrunde gegenüber Toluca (4.) durch. |
| Cla. 17   | Finale          | UANL Tigres              | Guadalajara              | 2:2       | |
| Cla. 17   | Finale          | Guadalajara              | UANL Tigres              | 2:1       | In beiden Finalspielen gegen den Titelverteidiger lag Chivas bereits mit 2:0 in Führung, ehe die Tigres ihre sämtlichen Treffer in den jeweils letzten fünf Spielminuten erzielten. In beiden Begegnungen traf Alan Pulido je einmal für Chivas. |
| Ape. 20   | Reclasificación | Guadalajara              | Necaxa                   | 1:0       | |
| Ape. 20   | Viertelfinale   | Guadalajara              | América                  | 1:0       | |
| Ape. 20   | Viertelfinale   | América                  | Guadalajara              | 1:2       | Erstmals kann Chivas in den Liguillas beide Spiele gegen den Erzrivalen gewinnen. |
| Ape. 20   | Halbfinale      | Guadalajara              | Club León                | 1:1       | |
| Ape. 20   | Halbfinale      | Club León                | Guadalajara              | 1:0       | Es war die erste Begegnung in den Liguillas überhaupt zwischen den beiden Traditionsvereinen. |
| Cla. 21   | Reclasificación | CF Pachuca               | Guadalajara              | 4:2       | |
| Ape. 21   | Reclasificación | Club Puebla              | Guadalajara              | 2:2       | Chivas unterliegt 5:6 im Elfmeterschießen |
| Cla. 22   | Reclasificación | Guadalajara              | U.N.A.M.                 | 4:1       | |
| Cla. 22   | Viertelfinale   | Guadalajara              | Atlas                    | 1:2       | |
| Cla. 22   | Viertelfinale   | Atlas                    | Guadalajara              | 1:1       | Der einstige Rekordmeister Chivas scheitert gegen den Titelverteidiger Atlas. |
| Ape. 22   | Reclasificación | Club Puebla              | Guadalajara              | 1:1       | Chivas unterliegt 4:5 im Elfmeterschießen |
| Cla. 23   | Viertelfinale   | Atlas                    | Guadalajara              | 1:0       | |
| Cla. 23   | Viertelfinale   | Guadalajara              | Atlas                    | 1:0       | Chivas setzt sich aufgrund der besseren Platzierung (3.) in der Punktspielrunde gegenüber Atlas (9.) durch. |
| Cla. 23   | Halbfinale      | Guadalajara              | Club América             | 0:1       | |
| Cla. 23   | Halbfinale      | Club América             | Guadalajara              | 1:3       | |
| Cla. 23   | Finale          | UANL Tigres              | Guadalajara              | 0:0       | |
| Cla. 23   | Finale          | Guadalajara              | UANL Tigres              | 2:3 n. V. | Wie in den Finalspielen von 2017 gegen die Tigres lag Chivas zunächst mit 2:0 in Führung. |
| Ape. 23   | Viertelfinale   | Guadalajara              | UNAM Pumas               | 1:0       | |
| Ape. 23   | Viertelfinale   | UNAM Pumas               | Guadalajara              | 3:0       | |
| Cla. 24   | Viertelfinale   | Guadalajara              | Toluca                   | 1:0       | |
| Cla. 24   | Viertelfinale   | Toluca                   | Guadalajara              | 0:0       | |
| Cla. 24   | Halbfinale      | Guadalajara              | Club América             | 0:0       | |
| Cla. 24   | Halbfinale      | Club América             | Guadalajara              | 1:0       | |
| Ape. 24   | Reclasificación | Guadalajara              | Atlas                    | 1:2       | |

### Zusammenfassung
Von ihrer Einführung in der Saison 1970/71 bis zur Clausura 2024 wurde die Liguilla bisher insgesamt 83 Mal ausgetragen. In 33 Fällen verpasste Chivas die Qualifikation, wobei die als Chivas flacas (schwächelnde Ziegen) bezeichneten 1970er Jahre noch immer insofern einen Negativrekord darstellen, als die Chivasi sich in den acht aufeinanderfolgenden Spielzeiten zwischen 1972/73 und 1979/80 nur einmal (1976/77) für die Liguillas qualifizieren konnten.
49 Mal qualifizierte Guadalajara sich für die Liguillas, was einer Erfolgsquote von etwa sechzig Prozent entspricht. Dreimal hiervon wurden die Viertelfinals der Liguillas in einer Gruppenphase ausgetragen, in der Chivas stets den Finaleinzug verpasste.
Von den übrigen 45 Teilnahmen scheiterte Chivas fünfmal in der Qualifikationsrunde, die zunächst als Repechaje und später als Reclasificación bezeichnet wurde, 20 Mal im Viertelfinale und zwölfmal im Halbfinale. In neun Fällen erreichte Chivas das Finale, wobei viermal gewonnen und fünfmal verloren wurde.
Häufigster Gegner in den Liguillas war der Erzrivale América, mit dem Guadalajara sich 15 Mal auseinandersetzen musste und nur viermal durchsetzen konnte. Von den insgesamt 30 Spielen konnte Chivas nur 7 gewinnen, während 17 verloren wurden.
Der andere große Angstgegner ist der Club Necaxa, dem Chivas in den 1990er Jahren dreimal begegnete und stets scheiterte. Von den insgesamt sechs Spielen konnte nur eins gewonnen werden. Zudem gelang Chivas bei den Necaxistas kein einziger Treffer. Erstmals in der Reclasificación der Apertura 2020 gelang es, die Necaxistas zu eliminieren.
Neunmal traf Chivas auf Toluca und schied fünfmal aus. Siebenmal traf Chivas auf Puebla und die UNAM Pumas, setzte sich gegen beide Gegner je dreimal durch und schied je viermal aus.
Weitere häufige Gegner waren Cruz Azul und Morelia, auf die man in jeweils sechs Fällen traf. Gegen Cruz Azul konnte Chivas sich viermal durchsetzen, während man bei ebenso vielen Vergleichen gegen Morelia viermal ausschied.
Sechsmal traf Chivas auch auf den Stadtrivalen Atlas und zweimal auf den Lokalrivalen Tecos. Bis auf zwei Niederlagen gegen Atlas in der Apertura 2004 (0:1 und 3:3) und der Clausura 2022 (1:2 und 1:1) konnte Chivas sich in den anderen sechs regionalen Begegnungen durchsetzen.
Insgesamt bestritt Chivas in den Liguillas (einschließlich den 14 Qualifikationsspielen in der Repechaje bzw. Reclasificación) 172 Spiele, von denen 58 gewonnen und 68 verloren wurden, 46 endeten unentschieden. Von den 86 Heimspielen wurden 42 gewonnen und 26 verloren, 18 endeten unentschieden. Von den 86 Auswärtsspielen wurden 16 gewonnen und 42 verloren, 28 endeten unentschieden.
- Höchste Siege:

000(H) 6:1 gegen Toros Neza (Ver 1997)

000(H) 5:0 gegen Santos Laguna (Ver 1997)

000(A) 5:2 gegen Cruz Azul (1990/91)

000(A) 4:1 gegen Atlas (Cla 2015)

000(A) 3:0 gegen América (1982/83)

000(A) 3:0 gegen Atlante (1982/83)

000(A) 3:0 gegen Puebla (1988/89)
- Höchste Niederlagen:

000(H) 1:4 gegen Toluca (Ver 2000)

000(H) 0:3 gegen Potosino (1976/77)

000(H) 0:3 gegen Santos Laguna (Cla 2015)

000(A) 0:4 gegen Toluca (Ape 2003)
- Torreichstes Ergebnis:

000(H) 4:4 gegen Monterrey (Cla 2008)

## Chivas in der Copa México
Die nachstehende Liste beinhaltet alle Spiele der Chivasi im mexikanischen Pokalwettbewerb.
| Spieljahr     | Runde                                                                                   | Gegner                   | Ergebnis                | Bemerkungen |
| ------------- | --------------------------------------------------------------------------------------- | ------------------------ | ----------------------- | --- |
| 1942/43       | Vorrunde                                                                                | Atlas                    | 1:3                     | Das erste Pokalspiel nach Einführung des Profifußballs war gleich ein clásico tapatío |
| 1942/43       | Vorrunde                                                                                | Asturias                 | 3:1                     | |
| 1942/43       | Vorrunde                                                                                | CD Marte                 | 2:5                     | |
| 1942/43       | Vorrunde                                                                                | América                  | 1:0                     | |
| 1942/43       | Viertelfinale                                                                           | Atlante                  | 1:6                     | |
| 1943/44       | Vorrunde                                                                                | León FC                  | 6:2 und 8:2             | |
| 1943/44       | Vorrunde                                                                                | Atlas                    | 1:1 und 1:2             | |
| 1944/45       | Vorrunde                                                                                | CD Oro                   | 1:2                     | |
| 1944/45       | Vorrunde                                                                                | Atlas                    | 1:2                     | |
| 1944/45       | Vorrunde                                                                                | León FC                  | 0:1                     | |
| 1945/46       | Achtelfinale                                                                            | CD Veracruz              | 2:6                     | |
| 1946/47       | Achtelfinale                                                                            | CD Oro                   | 0:1                     | |
| 1947/48       | Achtelfinale                                                                            | Atlante                  | 4:2                     | |
| 1947/48       | Viertelfinale                                                                           | Atlas                    | 1:0                     | Erst im fünften clásico tapatío des Pokalwettbewerbs gelang der erste Sieg über Atlas. |
| 1947/48       | Halbfinale                                                                              | León FC                  | 5:1                     | |
| 1947/48       | Finale                                                                                  | CD Veracruz              | 1:3                     | Erste Finalteilnahme von Chivas in der Copa México |
| 1948/49       | Achtelfinale                                                                            | Atlas                    | 0:3                     | |
| 1949/50       | Achtelfinale                                                                            | España                   | 1:2                     | |
| 1950/51       | Achtelfinale                                                                            | Atlas                    | 3:0                     | |
| 1950/51       | Viertelfinale                                                                           | CD Oro                   | 2:0                     | Im dritten Stadtderby mit Oro gelang erstmals ein Sieg. |
| 1950/51       | Halbfinale                                                                              | CD Tampico               | 2:2 n. V. und 5:1       | |
| 1950/51       | Finale                                                                                  | Atlante                  | 0:1                     | Auch die zweite Finalteilnahme endete mit einer Niederlage. |
| 1951/52       | Vorrunde                                                                                | CF La Piedad             | 2:1 und 3:0             | Das erste Pokalspiel des 1951 gegründeten CF La Piedad. |
| 1951/52       | Vorrunde                                                                                | CD Oro                   | 3:1 und 4:4             | |
| 1951/52       | Vorrunde                                                                                | Atlas                    | 2:2 und 1:1             | |
| 1951/52       | Finalrunde                                                                              | Atlante                  | 0:3                     | |
| 1951/52       | Finalrunde                                                                              | Puebla FC                | 3:0                     | Das dritte Spiel der Gruppe gewann Atlante mit 2:0 gegen Puebla und sicherte sich somit den Pokalsieg. |
| 1952/53       | Vorrunde                                                                                | León FC                  | 3:1 und 2:5             | |
| 1952/53       | Vorrunde                                                                                | Atlas                    | 1:1 und 1:0             | |
| 1952/53       | Vorrunde                                                                                | CF La Piedad             | 2:1 und 4:1             | |
| 1952/53       | Vorrunde                                                                                | CD Tampico               | 1:2 und 0:1             | |
| 1952/53       | Vorrunde                                                                                | CD Oro                   | 0:0 und 3:2             | |
| 1952/53       | Entscheidungsspiel                                                                      | CD Tampico               | 3:2                     | Nachdem Tampico und Chivas Spitzenreiter mit der gleichen Punktzahl waren und weder das Torverhältnis noch der direkte Vergleich zugrunde gelegt wurden, war ein Entscheidungsspiel zur Ermittlung des Gruppensiegers erforderlich.   |
| 1952/53       | Halbfinale                                                                              | Puebla FC                | 0:1 und 4:1             | |
| 1952/53       | Entscheidungsspiel                                                                      | Puebla FC                | 0:1                     | Weil sowohl Puebla als auch Chivas einen Sieg im Hin- und Rückspiel der Halbfinalbegegnungen erzielt hatten, das Torverhältnis aber nicht herangezogen wurde, war ein drittes Spiel zur Ermittlung des Finalteilnehmers erforderlich. |
| 1953/54       | Vorrunde                                                                                | CD Tampico               | 1:2 und 0:0             | |
| 1953/54       | Vorrunde                                                                                | CD Zacatepec             | 1:0 und 1:1             | |
| 1953/54       | Vorrunde                                                                                | Necaxa                   | 5:2 und 1:6             | |
| 1953/54       | Finalrunde                                                                              | América                  | 1:1                     | |
| 1953/54       | Finalrunde                                                                              | Atlante                  | 3:1                     | |
| 1953/54       | Finale                                                                                  | América                  | 1:1                     | Nachdem América und Chivas die Gruppe punktgleich beendet hatten, wurde ein Entscheidungsspiel um den Pokalsieg erforderlich, das von América im Elfmeterschießen gewonnen wurde.                                                     |
| 1954/55       | Achtelfinale                                                                            | CD Marte                 | 4:0 und 4:1             | |
| 1954/55       | Viertelfinale                                                                           | CD Tampico               | 2:1 und 5:0             | |
| 1954/55       | Halbfinale                                                                              | CD Zacatepec             | 4:1                     | |
| 1954/55       | Finale                                                                                  | América                  | 0:1                     | Chivas verlor auch die Neuauflage des Finalspiels vom Vorjahr gegen den Erzrivalen. |
| 1955/56       | Achtelfinale                                                                            | León FC                  | 1:2 und 1:3             | |
| 1956/57       | Achtelfinale                                                                            | León FC                  | 0:1 und 2:4             | |
| 1957/58       | Achtelfinale                                                                            | CD Irapuato              | 0:0 und 2:2 n. V.       | Chivas setzte sich im Elfmeterschießen mit 3:2 durch. |
| 1957/58       | Viertelfinale                                                                           | Morelia                  | 1:0 und 1:4             | |
| 1958/59       | Achtelfinale                                                                            | CD Cuautla               | 2:1 und 5:2             | |
| 1958/59       | Viertelfinale                                                                           | Morelia                  | 6:1 und 2:2             | |
| 1958/59       | Halbfinale                                                                              | León FC                  | 2:5 und 0:2             | |
| 1959/60       | Achtelfinale                                                                            | León FC                  | 2:1 und 3:1             | |
| 1959/60       | Viertelfinale                                                                           | Atlas                    | 2:2 und 1:4             | |
| 1960/61       | Achtelfinale                                                                            | Morelia                  | 1:1 und 2:1             | |
| 1960/61       | Viertelfinale                                                                           | Atlante                  | 3:3 und 2:1 n. V.       | |
| 1960/61       | Halbfinale                                                                              | CD Tampico               | 0:0 und 0:2             | Chivas scheitert gegen den späteren Pokalsieger. |
| 1961/62       | Vorrunde                                                                                | CF Monterrey             | 2:4 und 1:1             | |
| 1961/62       | Vorrunde                                                                                | Toluca                   | 1:1 und 1:3             | |
| 1961/62       | Vorrunde                                                                                | CD Tampico               | 4:0 und 2:2             | |
| 1962/63       | Achtelfinale                                                                            | CD Tampico               | 2:3 und 2:0             | |
| 1962/63       | Viertelfinale                                                                           | CD Nacional              | 2:0 und 4:0             | |
| 1962/63       | Halbfinale                                                                              | CD Oro                   | 2:1 und 3:0             | |
| 1962/63       | Finale                                                                                  | Atlante                  | 2:1                     | Chivas gewinnt erstmals die Copa México. |
| 1963/64       | Erste Runde                                                                             | Deportivo Tepic          | 3:3 und 3:1             | |
| 1963/64       | Achtelfinale                                                                            | León FC                  | 1:0 und 1:0             | |
| 1963/64       | Viertelfinale                                                                           | Atlas                    | 2:0 und 2:2             | |
| 1963/64       | Halbfinale                                                                              | CF Monterrey             | 1:4 und 2:0             | |
| 1964/65       | Vorrunde                                                                                | CF Monterrey             | 1:3 und 2:0             | |
| 1964/65       | Vorrunde                                                                                | León FC                  | 3:3 und 2:0             | |
| 1964/65       | Vorrunde                                                                                | Atlas                    | 2:1 und 1:5             | |
| 1964/65       | Halbfinale                                                                              | Morelia                  | 0:0 und 1:2             | |
| 1965/66       | Vorrunde                                                                                | Cruz Azul                | 5:0 und 4:0             | |
| 1965/66       | Vorrunde                                                                                | América                  | 1:1 und 1:1             | |
| 1965/66       | Vorrunde                                                                                | CD Zacatepec             | 2:1 und 0:1             | |
| 1966/67       | Achtelfinale                                                                            | Ciudad Madero            | 1:1 und 0:0             | Chivas setzt sich im Elfmeterschießen durch. |
| 1966/67       | Viertelfinale                                                                           | Atlante                  | 3:4 und 1:0             | Chivas setzt sich mit 3:0 im Elfmeterschießen durch. |
| 1966/67       | Halbfinale                                                                              | Necaxa                   | 2:1 und 1:0             | |
| 1966/67       | Finale                                                                                  | León FC                  | 1:2                     | |
| 1967/68       | Vorrunde                                                                                | UNAM Pumas               | 1:0 und 1:1             | |
| 1967/68       | Vorrunde                                                                                | Cruz Azul                | 0:1 und 1:3             | |
| 1967/68       | Vorrunde                                                                                | CF Nuevo León            | 2:2 und 2:0             | |
| 1968/69       | Vorrunde                                                                                | CF Nuevo León            | 2:2 und 2:0             | |
| 1968/69       | Vorrunde                                                                                | León FC                  | 2:0 und 1:3             | |
| 1968/69       | Vorrunde                                                                                | América                  | 2:2 und 1:1             | |
| 1968/69       | Viertelfinale                                                                           | Necaxa                   | 0:1 und 1:0 n. V.       | Chivas setzt sich mit 2:0 im Elfmeterschießen durch. |
| 1968/69       | Halbfinale                                                                              | CF Monterrey             | 2:0 und 2:5             | |
| 1969/70       | Achtelfinale                                                                            | CD Irapuato              | 0:0 und 2:1             | |
| 1969/70       | Viertelfinale                                                                           | Atlante                  | 3:1 und 1:0             | |
| 1969/70       | Halbfinale                                                                              | CD Veracruz              | 3:1 und 2:1             | |
| 1969/70       | Finale                                                                                  | CF Torreón               | 2:1 und 3:2             | Chivas gewinnt zum zweiten Mal die Copa México und feiert in derselben Saison sein einziges „Double“. |
| 1970/71       | Achtelfinale                                                                            | CD Irapuato              | 1:1 und 1:3             | |
| 1971/72       | Vorrunde                                                                                | Cruz Azul                | 0:0 n. V.               | Obwohl es sich um ein Spiel einer Vorrundengruppe mit sechs Mannschaften handelte, war ein Remis nicht vorgesehen, so dass es nach 120 torlosen Minuten zum Elfmeterschießen kam, in dem Chivas unterlag.                             |
| 1971/72       | Vorrunde                                                                                | CD Veracruz              | 4:1                     | |
| 1971/72       | Vorrunde                                                                                | Puebla FC                | 1:3                     | |
| 1971/72       | Vorrunde                                                                                | UNAM Pumas               | 1:2                     | |
| 1971/72       | Vorrunde                                                                                | CSD Jalisco              | 0:2                     | |
| 1972/73       | nicht ausgetragen                                                                       |                          |                         | |
| 1973/74       | Vorrunde                                                                                | Atlas                    | 3:0                     | |
| 1973/74       | Vorrunde                                                                                | Atlético Español         | 4:0                     | |
| 1973/74       | Vorrunde                                                                                | CD Zacatepec             | 2:3                     | |
| 1973/74       | Vorrunde                                                                                | Ciudad Madero            | 1:0                     | |
| 1973/74       | Vorrunde                                                                                | CD Veracruz              | 1:2                     | |
| 1974/75       | Vorrunde                                                                                | UANL Tigres              | 3:4 und 2:0             | |
| 1974/75       | Vorrunde                                                                                | América                  | 1:4 und 0:1             | |
| 1974/75       | Vorrunde                                                                                | Toluca                   | 0:1 und 0:0             | |
| 1974/75       | Vorrunde                                                                                | Ciudad Madero            | 1:1 und 2:0             | |
| 1975/76       | Vorrunde                                                                                | Atlético Español         | 1:2 und 2:2             | |
| 1975/76       | Vorrunde                                                                                | Toluca                   | 2:2 und 1:3             | |
| 1975/76       | Vorrunde                                                                                | CF Monterrey             | 1:2 und 1:1             | |
| 1976–1987     | nicht ausgetragen                                                                       |                          |                         | |
| 1987/88       | Achtelfinale                                                                            | Cruz Azul                | 1:2 und 0:3             | |
| 1988/89       | Vorrunde                                                                                | UANL Tigres              | 0:0 und 1:1             | |
| 1988/89       | Vorrunde                                                                                | Necaxa                   | 3:4 und 1:0             | |
| 1988/89       | Vorrunde                                                                                | Atlético Potosino        | 0:0 und 2:1             | |
| 1988/89       | Vorrunde                                                                                | Atlante                  | 3:0 und 0:2             | |
| 1989/90       | Erste Runde                                                                             | UAT Correcaminos         | 2:0 und 1:1             | |
| 1989/90       | Achtelfinale                                                                            | Univ. Guadalajara        | 4:2 und 0:1             | |
| 1989/90       | Viertelfinale                                                                           | Puebla FC                | 0:0 und 1:2             | Chivas scheitert gegen den späteren Pokalsieger. |
| 1990/91       | Vorrunde                                                                                | Santos Laguna            | 1:2 und 1:0             | |
| 1990/91       | Vorrunde                                                                                | América                  | 0:1 und 1:2             | |
| 1990/91       | Vorrunde                                                                                | Monarcas Morelia         | 3:1 und 2:0             | |
| 1990/91       | Vorrunde                                                                                | CD Veracruz              | 2:0 und 1:3             | |
| 1991/92       | Vorrunde                                                                                | Cruz Azul                | 0:3 und 1:1             | |
| 1991/92       | Vorrunde                                                                                | CF Monterrey             | 0:1 und 3:0             | |
| 1991/92       | Vorrunde                                                                                | Querétaro FC             | 1:0 und 0:2             | |
| 1992–1994     | nicht ausgetragen                                                                       |                          |                         | |
| 1994/95       | Erste Runde                                                                             | Atlético San Francisco   | 2:3                     | Chivas scheitert erstmals gegen einen Zweitligisten. |
| 1995/96       | Erste Runde                                                                             | Atlético Yucatán         | 2:0                     | |
| 1995/96       | Achtelfinale                                                                            | Santos Laguna            | 2:1                     | |
| 1995/96       | Viertelfinale                                                                           | CD Irapuato              | 4:1                     | |
| 1995/96       | Halbfinale                                                                              | Atlas                    | 2:4 und 1:0             | |
| 1996/97       | Vorrunde                                                                                | Inter de Tijuana         | 2:0                     | |
| 1996/97       | Vorrunde                                                                                | UAG Tecos                | 5:1                     | |
| 1996/97       | Vorrunde                                                                                | CF La Piedad             | 4:0                     | |
| 1996/97       | Vorrunde                                                                                | Atlas                    | 4:1                     | |
| 1996/97       | Vorrunde                                                                                | GB de Hermosillo         | 7:1                     | |
| 1996/97       | Vorrunde                                                                                | León FC                  | 1:3                     | |
| 1996/97       | Vorrunde                                                                                | Atlético San Francisco   | 2:0                     | |
| 1996/97       | Halbfinale                                                                              | Toros Neza               | 0:2                     | |
| 2012/13       | wegen Teilnahme am CONCACAF Champions’ Cup 2012/13 war Chivas nicht teilnahmeberechtigt |                          |                         | |
| Apertura 2013 | Vorrunde                                                                                | Necaxa                   | 2:1 und 0:0             | |
| Apertura 2013 | Vorrunde                                                                                | Dorados de Sinaloa       | 3:2 und 2:1             | |
| Apertura 2013 | Vorrunde                                                                                | Club León                | 1:1 und 1:1             | |
| Clausura 2014 | Vorrunde                                                                                | Leones Negros UdeG       | 1:1 und 1:0             | |
| Clausura 2014 | Vorrunde                                                                                | Estudiantes Tecos        | 1:2 und 1:1             | |
| Clausura 2014 | Vorrunde                                                                                | Dorados de Sinaloa       | 1:2 und 1:0             | |
| Apertura 2014 | Vorrunde                                                                                | Deportivo Tepic          | 3:1 und 1:3             | |
| Apertura 2014 | Vorrunde                                                                                | CD Zacatepec             | 2:1 und 2:0             | |
| Apertura 2014 | Vorrunde                                                                                | Club Tijuana             | 2:0 und 0:1             | |
| Apertura 2014 | Viertelfinale                                                                           | Santos Laguna            | 0:5                     | Zum ersten Mal seit Wiedereinführung des Pokalwettbewerbs in der Saison 2012/13 übersteht Chivas die Gruppenphase. |
| Clausura 2015 | Vorrunde                                                                                | Dorados de Sinaloa       | 2:2 und 0:1             | |
| Clausura 2015 | Vorrunde                                                                                | Lobos BUAP               | 2:0 und 1:0             | |
| Clausura 2015 | Vorrunde                                                                                | CD Irapuato              | 1:0 und 1:0             | |
| Clausura 2015 | Viertelfinale                                                                           | Querétaro FC             | 0:0 (4:3 i. E.)         | |
| Clausura 2015 | Halbfinale                                                                              | Chiapas FC               | 2:1                     | |
| Clausura 2015 | Finale                                                                                  | Puebla FC                | 2:4                     | Erste Finalteilnahme seit 1970 |
| Apertura 2015 | Vorrunde                                                                                | Mineros de Zacatecas     | 2:0 und 1:0             | |
| Apertura 2015 | Vorrunde                                                                                | Coras de Tepic           | 1:0 und 1:1             | |
| Apertura 2015 | Vorrunde                                                                                | Monarcas Morelia         | 0:1 und 2:1             | |
| Apertura 2015 | Viertelfinale                                                                           | Tiburones Rojos Veracruz | 1:1 (6:5 i. E.)         | |
| Apertura 2015 | Halbfinale                                                                              | Deportivo Toluca         | 1:0                     | |
| Apertura 2015 | Finale                                                                                  | Club León                | 1:0                     | Erster Pokalsieg seit 45 Jahren |
| Clausura 2016 | Vorrunde                                                                                | FC Juárez                | 0:1 und 1:0             | |
| Clausura 2016 | Vorrunde                                                                                | Leones Negros            | 1:0 und 1:0             | |
| Clausura 2016 | Vorrunde                                                                                | Dorados de Sinaloa       | 0:1 und 0:1             | |
| Apertura 2016 | Vorrunde                                                                                | Chiapas FC               | 1:4 und 2:2             | |
| Apertura 2016 | Vorrunde                                                                                | Cafetaleros de Tapachula | 0:0 und 1:0             | |
| Apertura 2016 | Achtelfinale                                                                            | Monarcas Morelia         | 1:0                     | |
| Apertura 2016 | Viertelfinale                                                                           | Alebrijes de Oaxaca      | 1:0                     | |
| Apertura 2016 | Halbfinale                                                                              | Club América             | 1:1 (4:3 i. E.)         | |
| Apertura 2016 | Finale                                                                                  | Querétaro FC             | 0:0 (2:3 i. E.)         | |
| Clausura 2017 | Vorrunde                                                                                | CF Atlante               | 1:1 und 3:1             | |
| Clausura 2017 | Vorrunde                                                                                | Venados FC               | 1:0 und 1:0             | |
| Clausura 2017 | Achtelfinale                                                                            | UAT Correcaminos         | 2:2 (6:5 i. E.)         | |
| Clausura 2017 | Viertelfinale                                                                           | FC Juárez                | 3:2                     | |
| Clausura 2017 | Halbfinale                                                                              | CF Monterrey             | 2:1                     | |
| Clausura 2017 | Finale                                                                                  | Monarcas Morelia         | 0:0 (3:1 i. E.)         | |
| Apertura 2017 | Vorrunde                                                                                | Santos Laguna            | 0:2 und 1:0             | |
| Apertura 2017 | Vorrunde                                                                                | FC Juárez                | 4:2 und 1:0             | |
| Apertura 2017 | Achtelfinale                                                                            | CF Atlas                 | 1:0                     | |
| Apertura 2017 | Viertelfinale                                                                           | CF Atlante               | 1:1 (3:5 i. E.)         | |
| Clausura 2018 | nicht teilgenommen                                                                      |                          |                         | |
| Apertura 2018 | Vorrunde                                                                                | Monarcas Morelia         | 3:2 und 2:1             | |
| Apertura 2018 | Vorrunde                                                                                | Alebrijes de Oaxaca      | 0:0 und 1:0             | |
| Apertura 2018 | Achtelfinale                                                                            | UNAM Pumas               | 1:3                     | |
| Clausura 2019 | Vorrunde                                                                                | Cimarrones de Sonora     | 2:1 und 1:1             | |
| Clausura 2019 | Vorrunde                                                                                | Cafetaleros de Tapachula | 3:0 und 1:1             | |
| Clausura 2019 | Achtelfinale                                                                            | Atlético San Luis        | 2:1                     | |
| Clausura 2019 | Viertelfinale                                                                           | Club América             | 0:2                     | |
| 2019/20       | Vorrunde                                                                                | Santos Laguna            | 2:1 und 0:2             | |
| 2019/20       | Vorrunde                                                                                | UAT Correcaminos         | 0:1 und 2:0             | |
| 2019/20       | Achtelfinale                                                                            | Dorados de Sinaloa       | 1:2 und 1:0 (5:6 i. E.) | |

### Zusammenfassung
Von den bisher insgesamt 56 ausgetragenen Pokalturnieren unter Profibedingungen (von 1942/43 bis einschließlich 2019/20) nahm der Club Deportivo Guadalajara insgesamt 53 Mal teil. Viermal wurde Chivas Pokalsieger (1963, 1970, Clausura 2016 und Clausura 2017) und weitere siebenmal verlor die Mannschaft das Pokalfinale (1948, 1951, 1954, 1955, 1967, Clausura 2015 und Apertura 2016). Ein weiteres Mal erreichte sie die in der Saison 1951/52 aus drei Mannschaften bestehende Finalgruppe. Darüber hinaus erreichte Chivas achtmal das Halbfinale (1953, 1959, 1961, 1964, 1965, 1969, 1996 und 1997) und siebenmal das Viertelfinale (1943, 1958, 1960, 1990, Ape 2014, Ape 2017 und Cla 2019). Bei 24 Teilnahmen folgte das Aus bereits in der ersten Runde, wobei die Niederlage in der Saison 1994/95 beim Zweitligisten Atlético San Francisco besonders schwer wog. Zehnmal scheiterte Chivas im Achtelfinale und 15 Mal in der Vorrundengruppe.
Nachdem Chivas 1942/43 im Viertelfinale gleich seine höchste Pokalniederlage überhaupt mit 1:6 gegen Atlante bezogen hatte (das gleiche Ergebnis gab es 1953/54 noch einmal gegen Necaxa und in der Apertura 2014 unterlag man Santos Laguna 0:5), schied die Chivas-Mannschaft in den folgenden vier Spielzeiten jeweils in der Vorrunde aus. Erstmals 1947/48 konnte Guadalajara sich für das Pokalfinale qualifizieren, das mit 1:3 gegen Veracruz verloren wurde. In den fünf Spielzeiten zwischen 1950/51 und 1954/55 erreichte Chivas dreimal das Finale, ein weiteres Mal die Finalgruppe und einmal das Halbfinale, scheiterte jedoch in allen Fällen gegen den späteren Pokalsieger. Auch in der Saison 1960/61 scheiterte Chivas im Halbfinale gegen den späteren Turniersieger Tampico, ehe 1962/63 erstmals der Pokalsieg gelang. Nach der 2:3-Auftaktniederlage im heimischen Estadio Jalisco gegen den CD Tampico gelang im Rückspiel ein 2:0-Erfolg, dem fünf weitere Siege mit insgesamt nur zwei Gegentoren bis zum Pokaltriumph folgten. Dabei setzte Chivas sich im Viertelfinale mit 2:0 und 4:0 gegen den Stadtrivalen Nacional und im Halbfinale mit 2:1 und 3:0 gegen den zu jener Zeit sportlich gefährlichsten Stadtrivalen Oro durch, der am Ende derselben Saison sowohl die Meisterschaft als auch den Supercup im direkten Duell mit den Chivasi gewinnen konnte. 1967 folgte noch einmal eine Finalniederlage und 1970 der zweite Pokalsieg, der mit dem einzigen „Double“-Gewinn in der Geschichte des CD Guadalajara gekrönt werden konnte. Der dritte Pokaltriumph stellte sich in der Clausura 2016 ein.
Die höchsten Pokalsiege gelangen 1943/44 mit 8:2 gegen den León FC und 1996/97 mit 7:1 gegen die Gallos Blancos de Hermosillo.
Häufigster Gegner war der León FC, gegen den Chivas insgesamt 25 Partien bestritt. Dahinter folgt der Stadtrivale Atlas, gegen den 22 Pokalspiele absolviert wurden. Die größten Angstgegner sind die Hauptstadtvereine América und Cruz Azul sowie der Deportivo Toluca FC und der Puebla FC. Von den 14 Superclásicos mit América konnte Chivas nur zwei (1:0 in 1942/43 und 4:3 i. E. in der Apertura 2016) für sich entscheiden. Auch in neun Begegnungen mit Cruz Azul gelangen nur zwei Siege, die beim ersten Aufeinandertreffen in der Vorrundengruppe 1965/66 mit 5:0 und 4:0 zudem deutlich ausfielen. Mit Toluca musste Chivas sich insgesamt siebenmal auseinandersetzen. Nach sechs sieglosen Spielen gelang Chivas auf dem Weg zum Pokalsieg im Halbfinale der Clausura 2016 im siebten Vergleich erstmals ein Sieg gegen die Diablos Rojos. Von acht Begegnungen mit dem Puebla FC wurden nur zwei gewonnen und fünf verloren, unter anderem das Pokalfinale der Clausura 2015. Nachstehend folgt eine Übersicht zur Bilanz mit allen Pokalgegnern:
|     | Gegner            | Sp | 0S | 0U | 0N | Tore  |
| --- | ----------------- | -- | -- | -- | -- | ----- |
| 01. | Alebrijes         | 03 | 02 | 01 | 0  | 02:0  |
| 02. | América           | 14 | 02 | 06 | 06 | 11:19 |
| 03. | Asturias          | 01 | 01 | 0  | 0  | 03:01 |
| 04. | Atlante           | 17 | 09 | 02 | 06 | 31:28 |
| 05. | Atlas             | 22 | 09 | 06 | 07 | 34:34 |
| 06. | Atlético Español0 | 03 | 01 | 01 | 01 | 07:04 |
| 07. | Cafetaleros       | 04 | 02 | 02 | 0  | 05:01 |
| 08. | Chiapas FC        | 03 | 01 | 01 | 01 | 05:07 |
| 09. | Cimarrones        | 02 | 01 | 01 | 0  | 03:02 |
| 10. | Cruz Azul         | 09 | 02 | 02 | 05 | 12:13 |
| 11. | Cuautla           | 02 | 02 | 0  | 0  | 07:03 |
| 12. | Dorados           | 10 | 04 | 01 | 05 | 11:12 |
| 13. | España            | 01 | 0  | 0  | 01 | 01:02 |
| 14. | Estudiantes Tecos | 02 | 0  | 01 | 01 | 02:03 |
| 15. | Hermosillo        | 01 | 01 | 0  | 0  | 07:01 |
| 16. | Inter de Tijuana  | 01 | 01 | 0  | 0  | 02:0  |
| 17. | Irapuato          | 09 | 04 | 04 | 01 | 12:08 |
| 18. | Jalisco           | 01 | 0  | 0  | 01 | 00:02 |
| 19. | FC Juárez         | 06 | 04 | 0  | 02 | 10:06 |
| 20. | La Piedad         | 05 | 05 | 0  | 0  | 15:03 |
| 21. | León FC           | 25 | 11 | 03 | 11 | 50:44 |
| 22. | Lobos BUAP        | 02 | 02 | 0  | 0  | 03:0  |
| 23. | Ciudad Madero     | 05 | 02 | 03 | 0  | 05:02 |
| 24. | Marte             | 03 | 02 | 0  | 01 | 10:06 |
| 25. | Monterrey         | 13 | 05 | 02 | 06 | 20:22 |
| 26. | Morelia           | 16 | 10 | 03 | 03 | 27:17 |

|     | Gegner           | Sp | 0S | 0U | 0N | Tore  |
| --- | ---------------- | -- | -- | -- | -- | ----- |
| 27. | Nacional         | 02 | 02 | 0  | 0  | 06:0  |
| 28. | Necaxa           | 10 | 06 | 01 | 03 | 16:15 |
| 29. | Nuevo León       | 04 | 02 | 02 | 0  | 08:04 |
| 30. | Oro              | 09 | 05 | 02 | 02 | 18:11 |
| 31. | Potosino         | 02 | 01 | 01 | 0  | 02:01 |
| 32. | Puebla FC        | 08 | 02 | 01 | 05 | 11:12 |
| 33. | Querétaro FC     | 04 | 02 | 0  | 02 | 01:02 |
| 34. | San Francisco    | 02 | 01 | 0  | 01 | 04:03 |
| 35. | A. San Luis      | 01 | 01 | 0  | 0  | 02:01 |
| 36. | Santos Laguna    | 08 | 04 | 0  | 04 | 07:13 |
| 37. | CD Tampico       | 15 | 07 | 04 | 04 | 30:17 |
| 38. | Tepic            | 06 | 03 | 02 | 01 | 12:09 |
| 39. | Tijuana          | 02 | 01 | 0  | 01 | 02:01 |
| 40. | Toluca           | 07 | 01 | 03 | 03 | 06:10 |
| 41. | Toros Neza       | 01 | 0  | 0  | 01 | 00:02 |
| 42. | Torreón          | 02 | 02 | 0  | 0  | 05:03 |
| 43. | UAG Tecos        | 01 | 01 | 0  | 0  | 05:01 |
| 44. | UANL Tigres      | 04 | 01 | 02 | 01 | 06:05 |
| 45. | UAT Correcaminos | 05 | 03 | 01 | 01 | 07:04 |
| 46. | UdeG             | 06 | 04 | 01 | 01 | 08:04 |
| 47. | UNAM Pumas       | 04 | 01 | 01 | 02 | 04:06 |
| 48. | Venados          | 02 | 02 | 0  | 0  | 02:0  |
| 49. | Veracruz         | 09 | 05 | 0  | 04 | 17:18 |
| 50. | Yucatán          | 01 | 01 | 0  | 0  | 02:0  |
| 51. | Zacatecas        | 02 | 02 | 0  | 0  | 03:0  |
| 52. | Zacatepec        | 08 | 05 | 01 | 02 | 14:08 |

## Chivas imCONCACAF Champions’ Cup
| Spieljahr | Runde            | Datum              | Heim                         | Gast                 | Ergebnis        | Torschützen für Chivas | Bemerkungen |
| --------- | ---------------- | ------------------ | ---------------------------- | -------------------- | --------------- | --- | --- |
| 1962      | 1. Runde         | 29. April 1962     | Guadalajara                  | CS Herediano         | 2:0             | Salvador Reyes (2) | |
| 1962      | 1. Runde         | 5. Mai 1962        | CS Herediano                 | Guadalajara          | 0:3             | Javier Valdivia, Javier Barba, Francisco Flores | |
| 1962      | Finale           | 29. Juli 1962      | CSD Comunicaciones           | Guadalajara          | 0:1             | Javier Valdivia | |
| 1962      | Finale           | 21. August 1962    | Guadalajara                  | CSD Comunicaciones   | 5:0             | Salvador Reyes (3), Juan Jasso (2) | Mit vier Siegen in vier Spielen und ohne Gegentor gewinnt Chivas den erstmals ausgetragenen CONCACAF Champions’ Cup. |
| 1963      | Viertelfinale    | 16. Mai 1963       | New York Hungaria            | Guadalajara          | 0:0             | | |
| 1963      | Viertelfinale    | 13. Juni 1963      | Guadalajara                  | New York Hungaria    | 2:0             | Salvador Reyes, Javier Valdivia | |
| 1963      | Halbfinale       | 14. August 1963    | CD Saprissa                  | Guadalajara          | 0:1             | Salvador Reyes | |
| 1963      | Halbfinale       | 18. August 1963    | Guadalajara                  | CD Saprissa          | 2:0             | Salvador Reyes (2) | Guadalajara verzichtete auf seinen Heimvorteil und trug beide Spiele in San José aus. |
| 1963      | Finale           |                    | Racing Club Haïtien          | Guadalajara          | –:–             | | Das Finale wurde mehrfach verschoben und schließlich auf einen Termin gelegt, als Chivas sich auf Europatournee befand. Daher verzichtete Chivas auf die Endspielteilnahme und Racing wurde zum Sieger erklärt.                                                     |
| 1984      | 1. Runde         | 8. April 1984      | CD Águila                    | Guadalajara          | 2:4             | Eduardo de la Torre, Luis Manuel Díaz, Jaime Pajarito, Jaime León                                                                                    | Im neunten Spiel gab es für Chivas die ersten Gegentore in diesem Wettbewerb. |
| 1984      | 1. Runde         | 25. April 1984     | Guadalajara                  | CD Águila            | 3:0             | Ricardo Pérez, Roberto Gómez Junco, Samuel Rivas | |
| 1984      | Achtelfinale     |                    | Guadalajara                  | Jacksonville Tea Men | –:–             | | Kampflos wegen Rückzug von Jacksonville. |
| 1984      | Viertelfinale    | 30. September 1984 | CSD Comunicaciones           | Guadalajara          | 0:0             | | |
| 1984      | Viertelfinale    | 31. Oktober 1984   | Guadalajara                  | CSD Comunicaciones   | 4:1             | Néstor de la Torre (2), José Manuel de la Torre, Javier Cárdenas Martínez                                                                            | |
| 1984      | Halbfinale       |                    | New York Pancyprian Freedoms | Guadalajara          | –:–             | | Weil beide Vereine keine Terminvereinbarung trafen, wurden sie disqualifiziert und der Finalist Violette AC zum Sieger erklärt. |
| 1985      | 1. Runde         | 9. April 1985      | Club América                 | Guadalajara          | 3:1             | Fernando Quirarte | Im 13. Spiel gab es die erste Niederlage von Chivas in diesem Wettbewerb. |
| 1985      | 1. Runde         | 23. April 1985     | Guadalajara                  | Club América         | 1:1             | Fernando Quirarte | Erstmals scheiterte Chivas bereits in der ersten Runde. |
| 1997      | Viertelfinale    | 17. August 1997    | Guadalajara                  | CS Cartaginés        | 1:0             | Felipe de Jesús Robles | Es fand nur ein Spiel in Guadalajara statt. |
| 1997      | Halbfinale       | 22. August 1997    | Guadalajara                  | CD Cruz Azul         | 2:3             | Joel Sánchez Ramos, Manuel Martínez | Das Spiel wurde in Washington ausgetragen. |
| 1997      | Spiel um Platz 3 | 24. August 1997    | DC United                    | Guadalajara          | 2:2             | Miguel Acosta, Joel Sánchez Ramos | Durch das Remis teilen sich beide Vereine den dritten Platz. |
| 2006/07   | Viertelfinale    | 13. Februar 2007   | W Connection                 | Guadalajara          | 2:1             | Omar Bravo | Es war die erste Niederlage Guadalajaras in diesem Wettbewerb gegen einen nichtmexikanischen Gegner. |
| 2006/07   | Viertelfinale    | 28. Februar 2007   | Guadalajara                  | W Connection         | 3:0             | Sergio Santana (2), Adolfo Bautista | |
| 2006/07   | Halbfinale       | 15. März 2007      | DC United                    | Guadalajara          | 1:1             | Omar Bravo | |
| 2006/07   | Halbfinale       | 3. April 2007      | Guadalajara                  | DC United            | 2:1             | Adolfo Bautista, Gonzalo Pineda | |
| 2006/07   | Finale           | 18. April 2007     | Guadalajara                  | CF Pachuca           | 2:2             | Omar Bravo (2) | |
| 2006/07   | Finale           | 25. April 2007     | CF Pachuca                   | Guadalajara          | 0:0             | Elfmeterschützen: Omar Bravo, Gonzalo Pineda, Diego Martínez, Omar Esparza, Edgar Mejía, Jonny Magallón (alle erfolgreich), Alberto Medina (Pfosten) | Das entscheidende Elfmeterschießen verliert Chivas mit 6:7 und scheitert somit zum dritten Mal auf sportlichem Wege und dabei erneut gegen ein mexikanisches Team.                                                                                                  |
| 2012/13   | Vorrundengruppe  | 21. August 2012    | Club Xelajú MC               | Guadalajara          | 1:0             | | |
| 2012/13   | Vorrundengruppe  | 29. August 2012    | Guadalajara                  | W Connection         | 4:0             | Marco Fabián (3), Carlos Fierro | |
| 2012/13   | Vorrundengruppe  | 26. September 2012 | W Connection                 | Guadalajara          | 1:1             | Erick Torres | |
| 2012/13   | Vorrundengruppe  | 25. Oktober 2012   | Guadalajara                  | Club Xelajú MC       | 2:1             | Jesús Sánchez, Luis Ángel Morales | Durch den Anschlusstreffer von Allan Alemán in der 79. Minute kann Xelajú sich aufgrund der Auswärtstorregel (bei Punktgleichheit) im direkten Vergleich mit Guadalajara durchsetzen, so dass Chivas zum zweiten Mal nach 1985 bereits in der Vorrunde ausscheidet. |
| 2018      | Achtelfinale     | 22. Februar 2018   | Cibao FC                     | Guadalajara          | 0:2             | Jesús García, José Macías | |
| 2018      | Achtelfinale     | 28. Februar 2018   | Guadalajara                  | Cibao FC             | 5:0             | Oswaldo Alanís, Carlos Cisneros, José Macías, Alan Pulido, Manuel Mayorga                                                                            | |
| 2018      | Viertelfinale    | 7. März 2018       | Seattle Sounders             | Guadalajara          | 1:0             | | |
| 2018      | Viertelfinale    | 14. März 2018      | Guadalajara                  | Seattle Sounders     | 3:0             | Oswaldo Alanís, Javier López, José Godínez | |
| 2018      | Halbfinale       | 4. April 2018      | Guadalajara                  | New York Red Bulls   | 1:0             | Isaác Brizuela | |
| 2018      | Halbfinale       | 10. April 2018     | New York Red Bulls           | Guadalajara          | 0:0             | | |
| 2018      | Finale           | 17. April 2018     | Toronto FC                   | Guadalajara          | 1:2             | Rodolfo Pizarro, Alan Pulido | |
| 2018      | Finale           | 25. April 2018     | Guadalajara                  | Toronto FC           | 4:2 i. E. (1:2) | Orbelín Pineda Elfmeterschützen: Oswaldo Alanís, José Godínez, Alan Pulido, Ángel Zaldívar                                                           | Der zweite Titel in diesem Wettbewerb |

### Zusammenfassung
Die bisher acht Turnierteilnahmen schloss Guadalajara wie folgt ab: zweimal gewann Chivas das Turnier, zweimal wurde die Mannschaft disqualifiziert (weil es zu keiner Terminabsprache kam), dreimal schied man gegen ein mexikanisches Team aus und 2012 erstmals gegen ein ausländisches Team. Zweimal schied Chivas bereits in der Vorrunde aus: 1985 gegen den Erzrivalen América und 2012 gegen den guatemaltekischen Club Xelajú. Ansonsten erreichten die Tapatíos mindestens das Halbfinale. Neben den Turniersiegen Finalsieg von 1962 und 2018 erreichte Guadalajara die Finalspiele 1963 (disqualifiziert) und 2007 (im Elfmeterschießen unterlegen gegen Pachuca).
Insgesamt bestritt Chivas 35 Spiele, von denen 20 gewonnen und 2 verloren wurden, 9 endeten unentschieden. Das Torverhältnis beträgt 64:27 (das Elfmeterschießen 2018 blieb in der Wertung unberücksichtigt).
- Höchste Siege:

000(H) 5:0 gegen Comunicaiones (1962)

000(H) 5:0 gegen Cibao (2018)

000(A) 3:0 gegen Herediano (1962)
- Höchste Niederlagen:

000(H) 1:2 gegen Toronto (2018; die bisher einzige Heimniederlage wurde verschmerzt, weil Chivas im anschließenden Elfmeterschießen 4:2 gewann und seinen zweiten Titel holte.

000(A) 1:3 gegen América (1985)
- Erfolgreichste Torschützen:

000– Salvador Reyes (9), 1962 und 1963

000– Omar Bravo (4), 20071

000– Javier Valdivia (3), 1962 und 1963

000– Marco Fabián (3), 2012/13
0001 Das im Elfmeterschießen gegen Pachuca erzielte Tor wurde nicht berücksichtigt.

## Chivas bei derFIFA-Klub-Weltmeisterschaft
| Spieljahr | Runde            | Datum             | Gegner          | Ergebnis        | Torschützen für Chivas         | Bemerkungen |
| --------- | ---------------- | ----------------- | --------------- | --------------- | ------------------------------ | --- |
| 2018      | 2. Runde         | 15. Dezember 2018 | Kashima Antlers | 2:3             | Ángel Zaldívar, Léo Silva (ET) | Durch die Niederlage verpasste Chivas sein erhofftes Ziel, sich mit dem Titelverteidiger Real Madrid messen zu können, der der Gegner im Halbfinale gewesen wäre. |
| 2018      | Spiel um Platz 5 | 18. Dezember 2018 | Espérance Tunis | 1:1 (5:6 i. E.) | Gael Sandoval (Elfm.)          | Im Elfmeterschießen trafen für Chivas Ángel Zaldívar, José de Jesús Godínez, Carlos Salcido, Orbelín Pineda und Miguel Ángel Ponce. Außerdem gab es drei Fehlschüsse von Hedgardo Marín, José Van Rankin und Isaác Brizuela. Der in der letzten Spielminute eigens für das Elfmeterschießen eingewechselte Torwart Miguel Jiménez Ponce wehrte zwei Schüsse ab. Durch die Niederlage belegte Chivas nur den sechsten Platz und erzielte das bisher schlechteste Ergebnis einer mexikanischen Mannschaft bei der Klub-WM. |

## Chivas in derCopa Libertadores
| Spieljahr | Runde           | Datum      | Heim                    | Gast                    | Ergebnis | Torschützen für Chivas                                                    | Bemerkungen |
| --------- | --------------- | ---------- | ----------------------- | ----------------------- | -------- | ------------------------------------------------------------------------- | --- |
| 1998      | Qualifikation   | 04.02.1998 | Atlético Zulia          | Guadalajara             | 2:3      | Gustavo Nápoles (2), Camilo Romero                                        | |
| 1998      | Qualifikation   | 06.02.1998 | FC Caracas              | Guadalajara             | 1:1      | Joel Sánchez Ramos                                                        | |
| 1998      | Qualifikation   | 17.02.1998 | Guadalajara             | Atlético Zulia          | 4:1      | Paulo César Chávez (2), Ramón Ramírez, Gustavo Nápoles                    | |
| 1998      | Qualifikation   | 24.02.1998 | Guadalajara             | FC Caracas              | 4:1      | Paulo César Chávez, Jesús Arellano, Ramón Ramírez, Gustavo Nápoles        | Guadalajara gewinnt die Gruppe |
| 1998      | Vorrundengruppe | 04.03.1998 | Guadalajara             | Club América            | 0:1      |                                                                           | |
| 1998      | Vorrundengruppe | 10.03.1998 | Guadalajara             | Grêmio Porto Alegre     | 1:0      | Ignacio Vázquez                                                           | |
| 1998      | Vorrundengruppe | 17.03.1998 | Guadalajara             | Vasco da Gama           | 1:0      | Ramón Ramírez                                                             | |
| 1998      | Vorrundengruppe | 24.03.1998 | Club América            | Guadalajara             | 2:0      |                                                                           | |
| 1998      | Vorrundengruppe | 31.03.1998 | Grêmio Porto Alegre     | Guadalajara             | 2:0      |                                                                           | |
| 1998      | Vorrundengruppe | 03.04.1998 | Vasco da Gama           | Guadalajara             | 2:0      |                                                                           | als Gruppenletzter ausgeschieden |
| 2005      | Qualifikation   | 02.02.2005 | Guadalajara             | Cienciano de Cuzco      | 3:1      | Rafael Medina, Adolfo Bautista, Omar Bravo                                | |
| 2005      | Qualifikation   | 09.02.2005 | Cienciano de Cuzco      | Guadalajara             | 1:5      | Omar Bravo (2), Francisco Palencia, Alejandro Vela, Rafael Medina         | |
| 2005      | Vorrundengruppe | 16.02.2005 | Cobreloa                | Guadalajara             | 1:3      | Johnny García, Francisco Palencia, Omar Bravo                             | |
| 2005      | Vorrundengruppe | 02.03.2005 | Guadalajara             | Once Caldas             | 0:0      |                                                                           | |
| 2005      | Vorrundengruppe | 23.03.2005 | Guadalajara             | San Lorenzo             | 2:1      | Ramón Morales (2)                                                         | |
| 2005      | Vorrundengruppe | 05.04.2005 | San Lorenzo             | Guadalajara             | 0:0      |                                                                           | |
| 2005      | Vorrundengruppe | 12.04.2005 | Once Caldas             | Guadalajara             | 4:2      | Johnny García, Omar Bravo                                                 | |
| 2005      | Vorrundengruppe | 05.05.2005 | Guadalajara             | Cobreloa                | 3:1      | Adolfo Bautista (2), Ramón Morales                                        | Gruppensieger |
| 2005      | Achtelfinale    | 18.05.2005 | CF Pachuca              | Guadalajara             | 1:1      | Francisco Palencia                                                        | |
| 2005      | Achtelfinale    | 24.05.2005 | Guadalajara             | CF Pachuca              | 3:1      | Juan Pablo Alfaro, Alejandro Vela, Rafael Medina                          | |
| 2005      | Viertelfinale   | 02.06.2005 | Guadalajara             | Boca Juniors            | 4:0      | Johnny García, Omar Bravo, Juan Pablo Alfaro, Adolfo Bautista             | |
| 2005      | Viertelfinale   | 14.06.2005 | Boca Juniors            | Guadalajara             | 0:0      |                                                                           | Das Spiel wurde in der 79. Minute aufgrund von Zuschauerausschreitungen abgebrochen. Das Ergebnis hatte Bestand. |
| 2005      | Halbfinale      | 23.06.2005 | Athletico Paranaense    | Guadalajara             | 3:0      |                                                                           | Das Spiel fand ohne die Nationalspieler Oswaldo Sánchez, Carlos Salcido, Ramón Morales, Alberto Medina und Omar Bravo statt, die zur selben Zeit beim in Deutschland ausgetragenen Confederations Cup antreten mussten. |
| 2005      | Halbfinale      | 30.06.2005 | Guadalajara             | Athletico Paranaense    | 2:2      | Francisco Palencia (2)                                                    | Die Nationalspieler, von denen Oswaldo Sánchez, Carlos Salcido, Ramón Morales und Alberto Medina noch am Vortag das „kleine Finale“ um den Confed Cup bestritten hatten, wurden im Privatjet des Vereinspräsidenten Jorge Vergara eingeflogen. |
| 2006      | Qualifikation   | 24.01.2006 | Colo-Colo               | Guadalajara             | 1:3      | Omar Bravo (2), Ramón Morales                                             | |
| 2006      | Qualifikation   | 31.01.2006 | Guadalajara             | Colo-Colo               | 5:3      | Alberto Medina (2), Sergio Santana, Francisco Rodríguez, Adolfo Bautista  | |
| 2006      | Vorrundengruppe | 08.02.2006 | Cienciano de Cuzco      | Guadalajara             | 0:1      | Ramón Morales                                                             | Der Siegtreffer fiel in der Nachspielzeit (91. Minute) |
| 2006      | Vorrundengruppe | 07.03.2006 | Guadalajara             | FC Caracas              | 1:1      | Sergio Santana                                                            | |
| 2006      | Vorrundengruppe | 21.03.2006 | Guadalajara             | São Paulo FC            | 2:1      | Adolfo Bautista, Omar Bravo                                               | |
| 2006      | Vorrundengruppe | 05.04.2006 | São Paulo FC            | Guadalajara             | 1:2      | Sergio Santana, Diego Martínez                                            | |
| 2006      | Vorrundengruppe | 12.04.2006 | FC Caracas              | Guadalajara             | 0:0      |                                                                           | |
| 2006      | Vorrundengruppe | 20.04.2006 | Guadalajara             | Cienciano de Cuzco      | 0:0      |                                                                           | Durch die Nullnummer gegen den Tabellenletzten verspielt Guadalajara den Gruppensieg, den sich der São Paulo FC durch einen 2:0-Erfolg gegen Caracas sichern kann. |
| 2006      | Achtelfinale    | 26.04.2006 | Guadalajara             | Independiente Santa Fe  | 3:0      | Omar Esparza, Edwin Borboa, Alberto Medina                                | |
| 2006      | Achtelfinale    | 02.05.2006 | Independiente Santa Fe  | Guadalajara             | 3:1      | Héctor Reynoso                                                            | |
| 2006      | Viertelfinale   | 09.05.2006 | Guadalajara             | CA Vélez Sársfield      | 0:0      |                                                                           | |
| 2006      | Viertelfinale   | 20.07.2006 | CA Vélez Sársfield      | Guadalajara             | 1:2      | Ramón Morales, Adolfo Bautista                                            | |
| 2006      | Halbfinale      | 26.07.2006 | Guadalajara             | São Paulo FC            | 0:1      |                                                                           | |
| 2006      | Halbfinale      | 02.08.2006 | São Paulo FC            | Guadalajara             | 3:0      |                                                                           | |
| 2008      | Vorrundengruppe | 19.02.2008 | Guadalajara             | CD San José             | 2:0      | Edgar Iván Solís, Sergio Santana                                          | |
| 2008      | Vorrundengruppe | 04.03.2008 | FC Santos               | Guadalajara             | 1:0      |                                                                           | |
| 2008      | Vorrundengruppe | 11.03.2008 | Guadalajara             | Cúcuta Deportivo        | 0:1      |                                                                           | |
| 2008      | Vorrundengruppe | 27.03.2008 | Cúcuta Deportivo        | Guadalajara             | 1:0      |                                                                           | |
| 2008      | Vorrundengruppe | 09.04.2008 | Guadalajara             | FC Santos               | 3:2      | Omar Arellano, Francisco Rodríguez, Sergio Santana                        | |
| 2008      | Vorrundengruppe | 16.04.2008 | CD San José             | Guadalajara             | 0:3      | Sergio Ávila (2), Gonzalo Pineda                                          | Der 3:0-Sieg beim Tabellenletzten San José nutzt Guadalajara nichts mehr. Durch den gleichzeitigen Sieg des FC Santos über den Tabellenführer Cúcuta bleibt Guadalajara auf dem dritten Platz und scheidet aus. |
| 2009      | Vorrundengruppe | 11.02.2009 | CA Lanús                | Guadalajara             | 1:1      | Sergio Ávila                                                              | |
| 2009      | Vorrundengruppe | 25.02.2009 | Guadalajara             | Everton de Viña del Mar | 6:2      | Chicharito (2), Amaury Ponce, Ramón Morales, Alberto Medina, Marco Fabián | |
| 2009      | Vorrundengruppe | 03.03.2009 | FC Caracas              | Guadalajara             | 2:0      |                                                                           | |
| 2009      | Vorrundengruppe | 11.03.2009 | Guadalajara             | FC Caracas              | 1:0      | Aarón Galindo                                                             | |
| 2009      | Vorrundengruppe | 14.04.2009 | Guadalajara             | CA Lanús                | 0:0      |                                                                           | |
| 2009      | Vorrundengruppe | 29.04.2009 | Everton de Viña del Mar | Guadalajara             | 1:1      | Chicharito                                                                | Durch den Punktgewinn beim nur um einen Punkt schlechteren Everton de Viña del Mar qualifizierte Guadalajara sich für das Achtelfinale, an dem die Chivistas jedoch aus Protest gegen die Auflagen der CONMEBOL, wegen der in Mexiko grassierenden Schweinegrippe auf das Heimrecht verzichten zu müssen, ebenso nicht teilnahmen wie San Luis, das andere fürs Achtelfinale qualifizierte mexikanische Team. |
| 2010      | Achtelfinale    | 27.04.2010 | Guadalajara             | CA Vélez Sársfield      | 3:0      | Omar Bravo (2), Héctor Reynoso                                            | Nachdem Guadalajara und San Luis im Vorjahr nicht mehr im Achtelfinale angetreten waren, durften sie ihre Qualifikation im Spieljahr 2010 einlösen. |
| 2010      | Achtelfinale    | 04.05.2010 | CA Vélez Sársfield      | Guadalajara             | 2:0      |                                                                           | |
| 2010      | Viertelfinale   | 11.05.2010 | Guadalajara             | Club Libertad           | 3:0      | Omar Bravo (2), Michel Vázquez                                            | |
| 2010      | Viertelfinale   | 18.05.2010 | Club Libertad           | Guadalajara             | 2:0      |                                                                           | |
| 2010      | Halbfinale      | 27.07.2010 | Guadalajara             | Universidad de Chile    | 1:1      | Omar Arellano                                                             | |
| 2010      | Halbfinale      | 03.08.2010 | Universidad de Chile    | Guadalajara             | 0:2      | Xavier Báez, Jonny Magallón                                               | |
| 2010      | Finale          | 11.08.2010 | Guadalajara             | SC Internacional        | 1:2      | Adolfo Bautista                                                           | |
| 2010      | Finale          | 18.08.2010 | SC Internacional        | Guadalajara             | 3:2      | Marco Fabián, Omar Bravo                                                  | Wie in der Copa Sudamericana 2008 verliert Chivas auch diesmal beide Spiele gegen die Colorados. |
| 2012      | Vorrundengruppe | 07.02.2012 | Guadalajara             | Deportivo Quito         | 1:1      | Omar Arellano                                                             | |
| 2012      | Vorrundengruppe | 22.02.2012 | CA Vélez Sársfield      | Guadalajara             | 3:0      |                                                                           | |
| 2012      | Vorrundengruppe | 13.03.2012 | Guadalajara             | Defensor Sporting       | 1:0      | Carlos Fierro                                                             | |
| 2012      | Vorrundengruppe | 28.03.2012 | Defensor Sporting       | Guadalajara             | 1:0      |                                                                           | |
| 2012      | Vorrundengruppe | 11.04.2012 | Guadalajara             | CA Vélez Sársfield      | 0:2      |                                                                           | Erste Heimniederlage mit mehr als einem Tor Rückstand. |
| 2012      | Vorrundengruppe | 17.04.2012 | Deportivo Quito         | Guadalajara             | 5:0      |                                                                           | Höchste Niederlage von Guadalajara in der Copa Libertadores. |

### Zusammenfassung
Bisher qualifizierte Chivas sich sechsmal für die Copa Libertadores und nahm an sieben Turnieren teil, weil die mexikanischen Teams sich nach der Vorrunde 2009 aufgrund von Diskrepanzen mit dem CONMEBOL aus dem Turnier zurückzogen, ihre Qualifikation für das Achtelfinale aber im Folgejahr einlösen durften.
Dreimal schied Guadalajara bereits nach der Vorrunde aus (1998, 2008 und 2012), zweimal im Halbfinale (2005 und 2006) und einmal erreichte Chivas die Finalspiele (2010).
Negativ ist der Vergleich mit brasilianischen Mannschaften, gegen die Chivas in allen drei Fällen scheiterte, in denen man sich in der K.-o.-Runde begegnete: im Halbfinale 2005 gegen Athletico Paranaense, im Halbfinale 2006 gegen São Paulo und im Finale 2010 gegen den SC Internacional. Von insgesamt sieben Spielen, die Guadalajara in Brasilien bestreiten musste, wurden sechs verloren und nur eins (in der Vorrunde 2006 beim São Paulo FC mit 2:1) gewonnen.
Negativ fällt auch die Bilanz gegen kolumbianische Mannschaften aus. Aus sechs Spielen sprang nur ein Sieg heraus und in Kolumbien wurden alle drei Begegnungen verloren. Beim bisher einzigen Vergleich mit einer ecuadorianischen Mannschaft unterlag Chivas 2012 deutlich gegen Deportivo Quito (1:1 und 0:5) und im selben Jahr trennte man sich in der bisher einzigen Auseinandersetzung gegen ein uruguayisches Team mit 1:0 und 0:1 von Defensor Sporting.
Gegen alle anderen Nationen ist die Bilanz positiv. Dabei gab es gegen Mannschaften aus Chile (acht Spiele), Peru (vier Spiele) und Bolivien (zwei Spiele) bisher keine einzige Niederlage.
Positiv ist auch die Bilanz gegen argentinische Mannschaften. Von insgesamt zwölf Spielen verlor Chivas nur drei – und jeweils gegen denselben Gegner, Vélez Sársfield (2010 im Achtelfinale mit 0:2 sowie 2012 in der Vorrunde mit 0:3 und 0:2). In allen drei Play-off-Begegnungen gegen argentinische Teams behielt Chivas jeweils die Oberhand: 2005 gegen die Boca Juniors sowie 2006 und 2010 gegen Vélez Sársfield.
Häufigste Gegner in der Copa Libertadores waren die Mannschaften von Vélez Sársfield und vom FC Caracas, denen Guadalajara jeweils dreimal begegnete. Während die Bilanz gegen Vélez Sársfield mit zwei Siegen, einem Remis und drei Niederlagen negativ ausfällt, konnte Chivas sich dennoch in beiden Play-off-Begegnungen durchsetzen. Gegen den FC Caracas absolvierte Guadalajara alle sechs Spiele in der Gruppenphase (1998, 2006 und 2009). Dabei blieben beide Mannschaften in ihren jeweils drei Heimspielen ungeschlagen.
Insgesamt bestritt Chivas 64 Spiele, von denen 28 gewonnen und 21 verloren wurden, 15 endeten unentschieden. Das Torverhältnis lautet 93:79.
- Höchste Siege:

000(H) 6:2 gegen Everton de Viña del Mar(2009), 4:0 gegen Boca Juniors (2005)

000(A) 5:1 gegen Cienciano (2005)
- Höchste Niederlagen:

000(H) 0:2 gegen Vélez Sársfield (2012)

000(A) 0:5 gegen Deportivo Quito (2012)
- Erfolgreichste Torschützen:

000– Omar Bravo (14), 2005, 2006 und 2010

000– Adolfo Basutista (8), 2005, 2006 und 2010

000– Ramón Morales (7), 2005, 2006 und 2009

000– Francisco Palencia (5), 2005

000– Sergio Santana (5), 2006 und 2008

## Chivas in derCopa Sudamericana
| Spieljahr | Runde         | Datum      | Heim                 | Gast                 | Ergebnis | Torschützen für Chivas                                             | Bemerkungen |
| --------- | ------------- | ---------- | -------------------- | -------------------- | -------- | ------------------------------------------------------------------ | --- |
| 2007      | Achtelfinale  | 26.09.2007 | DC United            | Guadalajara          | 2:1      | Sergio Santana                                                     | |
| 2007      | Achtelfinale  | 02.10.2007 | Guadalajara          | DC United            | 1:0      | Ramón Morales                                                      | Aufgrund der Auswärtstorregel setzt sich Chivas (nach 1997 und Anfang 2007 im CONCACAF Champions’ Cup) auch im dritten Vergleich gegen DC United durch. |
| 2007      | Viertelfinale | 10.10.2007 | Arsenal de Sarandí   | Guadalajara          | 0:0      |                                                                    | |
| 2007      | Viertelfinale | 25.10.2007 | Guadalajara          | Arsenal de Sarandí   | 1:3      | Sergio Santana                                                     | Arsenal gewinnt das Turnier durch einen Finalsieg gegen Guadalajaras Erzrivalen América.                                                                |
| 2008      | 1. Runde      | 27.08.2008 | Aragua FC            | Guadalajara          | 1:2      | Sergio Santana; Sergio Ávila                                       | |
| 2008      | 1. Runde      | 17.09.2008 | Guadalajara          | Aragua FC            | 1:1      | Sergio Santana                                                     | |
| 2008      | Achtelfinale  | 24.09.2008 | Guadalajara          | Athletico Paranaense | 2:2      | Omar Arellano Riverón, Alberto Medina                              | |
| 2008      | Achtelfinale  | 30.09.2008 | Athletico Paranaense | Guadalajara          | 3:4      | Gonzalo Pineda, Xavier Báez, Omar Arellano Riverón, Sergio Santana | Es gelingt die Revanche für das Halbfinal-Aus in der Copa Libertadores 2005.                                                                            |
| 2008      | Viertelfinale | 22.10.2008 | River Plate          | Guadalajara          | 1:2      | Omar Arellano Riverón, Marco Fabián                                | |
| 2008      | Viertelfinale | 06.11.2008 | Guadalajara          | River Plate          | 2:2      | Marco Fabián, Alberto Medina                                       | Nach Boca in der Copa Libertadores 2005 besiegt Chivas auch den anderen Giganten des argentinischen Fußballs.                                           |
| 2008      | Halbfinale    | 12.11.2008 | Guadalajara          | SC Internacional     | 0:2      |                                                                    | |
| 2008      | Halbfinale    | 19.11.2008 | SC Internacional     | Guadalajara          | 4:0      |                                                                    | Wie im Vorjahr scheidet Chivas auch diesmal gegen den späteren Turniersieger aus.                                                                       |

### Zusammenfassung
Zweimal nahm Chivas bisher an der Copa Sudamericana teil, wobei man 2007 im Viertelfinale und 2008 im Halbfinale scheiterte.
Nachdem Guadalajara in der Copa Libertadores 2005 bereits den argentinischen Giganten Boca Juniors eliminieren konnte, gelang ihnen dieses Kunststück auch gegen dessen Erzrivalen River Plate in der Copa Sudamericana 2008.
Im selben Wettbewerb hatte man sich bereits eine Runde zuvor am brasilianischen Vertreter Athletico Paranaense für das Ausscheiden im Halbfinale der Copa Libertadores 2005 revanchieren können.
Dagegen erwies sich eine Runde später im Halbfinale der Copa Sudamericana 2008 der SC Internacional bereits als der Angstgegner der Chivistas schlechthin. Nachdem sich Inter hier mit 2:0 und 4:0 durchsetzen konnte (und somit für das deutlichste Ausscheiden in der Geschichte des CD Guadalajara in einem internationalen Wettbewerb sorgte), setzten die Colorados sich auch im Finale der Copa Libertadores 2010 mit zwei Siegen (2:1 und 3:2) durch und haben im direkten Vergleich eine imposante Bilanz von vier Siegen aus vier Spielen.
Erneut traf Chivas in der Copa Sudamericana auch auf den US-amerikanischen Vertreter DC United, gegen den man sich im Achtelfinale des Jahres 2007 ebenso durchsetzte wie wenige Monate zuvor im Halbfinale des CONCACAF Champions‘ Cup 2006/07.
Insgesamt bestritt Chivas in der Copa Sudamericana zwölf Spiele, von denen jeweils vier mit einem Sieg, einem Unentschieden und einer Niederlage endeten. Das Torverhältnis beträgt 16:21.
Erfolgreichster Torschütze ist Sergio Santana (fünf Treffer) vor Omar Arellano (drei) sowie Alberto Medina und Marco Fabián (jeweils zwei Treffer).
Rechnet man Copa Libertadores und Copa Sudamericana zusammen, so führt Omar Blanco mit 14 Treffern (alle in der Copa Libertadores) vor Sergio Santana mit zehn Treffern (jeweils fünf in beiden Wettbewerben).

## Chivas in derCopa Merconorte
Die Copa Merconorte wurde in den Jahren zwischen 1998 und 2001 nur insgesamt viermal ausgetragen. In den Jahren 2000 und 2001 waren auch mexikanische Teams zugelassen. Chivas nahm an beiden Turnieren teil.
| Spieljahr            | Runde           | Datum      | Heim                  | Gast                  | Ergebnis      | Torschützen für Chivas                                       | Bemerkungen |
| -------------------- | --------------- | ---------- | --------------------- | --------------------- | ------------- | ------------------------------------------------------------ | --- |
| Copa Merconorte 2000 | Vorrundengruppe | 11.07.2000 | Guadalajara           | América de Cali       | 1:1           | Manuel Ríos                                                  | |
| Copa Merconorte 2000 | Vorrundengruppe | 02.08.2000 | Estudiantes de Mérida | Guadalajara           | 2:3           | Alejandro Pérez, José Alejandro Nava (2)                     | Chivas drehte in weniger als fünf Minuten einen 0:2-Rückstand in einen 3:2-Sieg. |
| Copa Merconorte 2000 | Vorrundengruppe | 23.08.2000 | Guadalajara           | CD El Nacional        | 1:0           | Ramón Morales                                                | |
| Copa Merconorte 2000 | Vorrundengruppe | 12.09.2000 | América de Cali       | Guadalajara           | 1:0           |                                                              | |
| Copa Merconorte 2000 | Vorrundengruppe | 20.09.2000 | Guadalajara           | Estudiantes de Mérida | 4:0           | Jorge Arreola, Héctor del Ángel, Ramón Morales, Manuel Ríos  | Wie im Hinspiel drehte Guadalajara auch im Rückspiel erst in der zweiten Halbzeit auf, als alle vier Treffer fielen. |
| Copa Merconorte 2000 | Vorrundengruppe | 04.10.2000 | CD El Nacional        | Guadalajara           | 3:3           | Benjamín Galindo, Manuel Ríos, Oswaldo Sánchez               | Nachdem Chivas in der 87. Minute in Rückstand geraten war, was den Gruppensieg für El Nacional und das eigene Ausscheiden bedeutet hätte, gelang Torwart Sánchez der wichtige Ausgleich per Kopfball in der letzten Spielminute.   |
| Copa Merconorte 2000 | Halbfinale      | 18.10.2000 | Guadalajara           | Atlético Nacional     | 1:1           | Marco Antonio Ruiz                                           | |
| Copa Merconorte 2000 | Halbfinale      | 25.10.2000 | Atlético Nacional     | Guadalajara           | 3:3 4:2 i. E. | Marco Antonio Ruiz, Ramón Morales, José Alejandro Nava       | Der spätere Turniersieger Atlético Nacional sah schon wie der sichere Sieger aus, als Nava der nochmalige Ausgleich in der dritten Minute der Nachspielzeit gelang. Nacional setzte sich im anschließenden Elfmeterschießen durch. |
| Copa Merconorte 2001 | Vorrundengruppe | 09.08.2001 | Guadalajara           | CD Los Millonarios    | 3:0           | Marco Antonio Ruiz, Antonio Torres Servín, Carlos Hermosillo | Chivas startet mit einem Paukenschlag gegen den späteren Turniersieger. |
| Copa Merconorte 2001 | Vorrundengruppe | 11.09.2001 | Deportivo Italchacao  | Guadalajara           | 2:0           |                                                              | Der Niederlage beim venezolanischen Vertreter folgt der Nichtantritt zum Spiel am 17. Oktober 2001 bei den New York/New Jersey MetroStars, was die sofortige Disqualifizierung zur Folge hat.                                      |

### Zusammenfassung
Von den insgesamt zehn Spielen, die Chivas in der Copa Merconorte bestritt, wurden vier gewonnen, vier endeten Remis und zwei gingen verloren (ohne Elfmeterschießen). Die höchsten Siege waren ein 4:0 gegen Estudiantes de Mérida (2000) sowie ein 3:0 gegen den späteren Turniersieger, CD Los Millonarios (2001). Das Torverhältnis (ebenfalls ohne Elfmeterschießen) beträgt 19:13. Die sich in der Bewertung niederschlagende Bilanz sieht allerdings wesentlich ungünstiger aus: die letzten vier (nicht ausgetragenen) Vorrundenspiele im Jahr 2001 wurden alle mit 0:2 für den Gegner gewertet, so dass Chivas demnach insgesamt sechs Spiele verlor und das Torverhältnis 19:21 beträgt.
Erfolgreichste Torschützen waren Ramón Morales, Alejandro Nava, Manuel Rios und Marco Antonio Ruiz, die alle jeweils dreimal erfolgreich waren. Ruiz war der einzige Spieler, der in beiden Wettbewerben traf.

## Spiele gegen europäische Vereinsmannschaften
Die nachfolgende Liste beinhaltet alle bisherigen Begegnungen mit europäischen Vereinsmannschaften (bis 16. Juli 2023). Alle Ergebnisse werden aus der Sicht von Guadalajara dargestellt.

Ticket einer Begegnung mit dem
FC Bayern München (2014)

Ticket zum 4:1-Sieg gegen den
FC Barcelona (2011)

| Datum      | Ort                                          | Gegner              | Ergebnis | Anlass |
| ---------- | -------------------------------------------- | ------------------- | -------- | --- |
| 07.08.1947 | Parque Sandoval, Guadalajara                 | Ferencváros         | 2:1      | Mexiko-Reise von Ferencváros |
| 19.08.1948 | Parque Sandoval, Guadalajara                 | Sokol NV Bratislava | 0:3      | Mexiko-Reise von Bratislava |
| 27.06.1951 | Ciudad de los Deportes, Mexiko-Stadt         | VfB Stuttgart       | 1:0      | Mexiko-Reise des VfB Stuttgart |
| 29.01.1953 | Ciudad de los Deportes, Mexiko-Stadt         | Austria Wien        | 0:0      | Mexiko-Reise des FK Austria |
| 26.07.1953 | Ciudad de los Deportes, Mexiko-Stadt         | Real Gijón          | 3:1      | Mexiko-Reise von Real Gijón |
| 11.07.1954 | Ciudad de los Deportes, Mexiko-Stadt         | Dinamo Zagreb       | 2:3      | Mexiko-Reise von Dinamo Zagreb |
| 16.06.1957 | Ciudad de los Deportes, Mexiko-Stadt         | Hannover 96         | 5:0      | Mexiko-Reise von Hannover 96 |
| 08.02.1959 | Ciudad Universitaria, Mexiko-Stadt           | Dukla Prag          | 1:1      | Cuadrangular Internacional, México 1959 |
| 28.02.1959 | Parque Sandoval, Guadalajara                 | Helsingborgs IF     | 2:0      | Mexiko-Reise von Helsingborg |
| 27.05.1962 | Downing Stadium, New York City               | US Palermo          | 1:1      | International Soccer League |
| 30.05.1962 | Downing Stadium, New York City               | SSV Reutlingen      | 2:0      | International Soccer League |
| 03.06.1962 | Downing Stadium, New York City               | FC Dundee           | 2:3      | International Soccer League |
| 15.06.1962 | Soldier Field, Chicago                       | Hajduk Split        | 1:2      | International Soccer League |
| 13.01.1963 | Ciudad de los Deportes, Mexiko-Stadt         | Dukla Prag          | 2:0      | VII. Pentagonal Internacional, México 1963 |
| 03.09.1963 | Ciudad de los Deportes, Mexiko-Stadt         | FC Barcelona        | 1:1      | Mexiko-Reise des FC Barcelona |
| 30.01.1964 | Ciudad de los Deportes, Mexiko-Stadt         | Partizan Belgrad    | 4:1      | I. Hexagonal Internacional, México 1964 |
| 30.04.1964 | Camp Nou, Barcelona                          | FC Barcelona        | 2:2      | Europa-Reise von Chivas |
| 03.05.1964 | El Molinón, Gijón                            | Sporting Gijón      | 1:1      | Europa-Reise von Chivas |
| 06.05.1964 | Estadio Ramón Sánchez Pizjuán, Sevilla       | FC Sevilla          | 2:3      | Europa-Reise von Chivas |
| 09.05.1964 | Stade Henri-Jooris, Lille                    | OSC Lille           | 1:0      | Europa-Reise von Chivas |
| 12.05.1964 | Stade de Sclessin, Lüttich                   | Standard Lüttich    | 1:0      | Europa-Reise von Chivas |
| 15.05.1964 | Weserstadion, Bremen                         | Werder Bremen       | 1:2      | Europa-Reise von Chivas |
| 18.05.1964 | Štadión Tehelné pole, Bratislava             | Slovan Bratislava   | 0:1      | Europa-Reise von Chivas |
| 20.05.1964 | Stade Municipal (Beassonneau), Angers        | Angers              | 2:2      | Europa-Reise von Chivas |
| 23.05.1964 | Stade Robert Diochon, Le Petit-Quevilly      | Rouen               | 1:1      | Europa-Reise von Chivas |
| 27.05.1964 | Estadio Mestalla, Valencia                   | CD Mestalla         | 1:2      | Europa-Reise von Chivas |
| 31.07.1964 | Estadio Jalisco, Guadalajara                 | FC Barcelona        | 2:3      | Freundschaftsspiel |
| 16.06.1965 | Estadio Jalisco, Guadalajara                 | AC Mailand          | 4:5      | Freundschaftsspiel |
| 25.01.1966 | Estadio Olímpico Universitario, Mexiko-Stadt | Sparta Prag         | 1:2      | II. Hexagonal Internacional, México 1966 |
| 25.05.1967 | Aztekenstadion, Mexiko-Stadt                 | Atlético Madrid     | 1:1      | Mexiko-Reise von Atlético Madrid |
| 01.08.1969 | Memorial Coliseum, Los Angeles               | Inter Bratislava    | 2:1      | Freundschaftsspiel |
| 03.08.1969 | Kezar Stadium, San Francisco                 | Inter Bratislava    | 0:1      | Freundschaftsspiel |
| 08.01.1970 | Aztekenstadion, Mexiko-Stadt                 | Spartak Trnava      | 1:0      | VIII. Pentagonal Internacional, México 1970 |
| 20.01.1970 | Aztekenstadion, Mexiko-Stadt                 | Partizan Belgrad    | 1:2      | VIII. Pentagonal Internacional, México 1970 |
| 22.05.1970 | Kezar Stadium, San Francisco                 | Hertha BSC          | 0:2      | Freundschaftsspiel |
| 24.05.1970 | Memorial Coliseum, Los Angeles               | Hertha BSC          | 1:2      | Freundschaftsspiel |
| 13.01.1971 | Estadio Jalisco, Guadalajara                 | Sporting Lissabon   | 2:3      | Halbfinale beim Trofeo Internacional Ciudad de Guadalajara 1971 |
| 14.01.1971 | Estadio Jalisco, Guadalajara                 | Bayern München      | 1:1      | Spiel um den dritten Platz beim Trofeo Internacional Ciudad de Guadalajara 1971 (im Elfmeterschießen gewann Bayern 5:4) |
| 18.05.1974 | Estadio Jalisco, Guadalajara                 | VfL Wolfsburg       | 5:0      | Freundschaftsspiel |
| 14.01.1979 | Estadio Jalisco, Guadalajara                 | AS Nancy            | 2:1      | Freundschaftsspiel |
| 25.07.1982 | Estadio Jalisco, Guadalajara                 | Dinamo Zagreb       | 3:0      | Freundschaftsspiel |
| 30.07.1982 | ELAC Stadium, Los Angeles                    | Dinamo Zagreb       | 1:0      | Freundschaftsspiel |
| 09.11.1983 | Memorial Coliseum, Los Angeles               | Udinese Calcio      | 2:1      | Freundschaftsspiel |
| 09.08.1984 | Estadio Jalisco, Guadalajara                 | Rába ETO Győr       | 2:0      | Freundschaftsspiel |
| 26.07.1985 | Spartan Stadium, San José                    | Belenenses Lissabon | 2:0      | Freundschaftsspiel |
| 09.12.1986 | Memorial Coliseum, Los Angeles               | VfB Stuttgart       | 2:2      | Freundschaftsspiel |
| 01.02.1987 | Rose Bowl Stadium, Pasadena                  | Sporting Lissabon   | 1:2      | Freundschaftsspiel |
| 15.06.1987 | Memorial Coliseum, Los Angeles               | Dundee United       | 2:0      | Vorrundenspiel bei der Copa de Oro Los Angeles 1987 |
| 21.06.1987 | Memorial Coliseum, Los Angeles               | AS Rom              | 4:2      | Spiel um den dritten Platz bei der Copa de Oro Los Angeles 1987 |
| 22.01.1988 | Memorial Coliseum, Los Angeles               | Girondins Bordeaux  | 1:2      | Halbfinale beim Pacific Cup Los Angeles 1988 |
| 24.01.1988 | Memorial Coliseum, Los Angeles               | 1. FC Köln          | 0:1      | Spiel um den dritten Platz beim Pacific Cup Los Angeles 1988 |
| 02.02.1989 | Campo Anacleto Macías, Guadalajara           | IFK Göteborg        | 2:1      | Freundschaftsspiel |
| 24.10.1990 | Memorial Coliseum, Los Angeles               | FC Cádiz            | 1:1      | Freundschaftsspiel |
| 08.12.1993 | Weingart Stadium, Los Angeles                | Kongsvinger IL      | 5:1      | Freundschaftsspiel |
| 18.01.1994 | Estadio Francisco Villa, Zacatecas           | VfB Leipzig         | 0:0      | Freundschaftsspiele |
| 24.05.1994 | Estadio Jalisco, Guadalajara                 | AC Mailand          | 1:1      | Halbfinale bei der Copa Tecate 1994 (im Elfmeterschießen gewann Chivas 6:5) |
| 28.05.1994 | Estadio Jalisco, Guadalajara                 | Inter Mailand       | 1:0      | Finale bei der Copa Tecate 1994 |
| 12.08.1994 | Salerno                                      | US Salernitana      | 1:3      | Italien-Reise von Chivas |
| 15.08.1994 | Stadio Nereo Rocco, Triest                   | US Triestina        | 3:0      | Italien-Reise von Chivas |
| 17.08.1994 | Treviso                                      | FC Treviso          | 3:1      | Italien-Reise von Chivas |
| 20.08.1994 | Stadio Giovanni Zini, Cremona                | US Cremonese        | 2:0      | Italien-Reise von Chivas |
| 24.08.1994 | Stadio Euganeo, Padua                        | Calcio Padova       | 4:1      | Italien-Reise von Chivas |
| 22.03.1995 | Memorial Coliseum, Los Angeles               | AC Reggiana         | 2:1      | Freundschaftsspiel |
| 19.01.1997 | Estadio Jalisco, Guadalajara                 | Partizan Belgrad    | 4:3      | Freundschaftsspiel |
| 13.08.1997 | Memorial Coliseum, Los Angeles               | SSC Neapel          | 1:3      | Freundschaftsspiel |
| 26.07.1998 | Estadio Jalisco, Guadalajara                 | Spartak Warna       | 2:0      | Freundschaftsspiel |
| 16.07.2005 | Soldier Field, Chicago                       | Real Madrid         | 1:3      | USA-Reise von Real Madrid |
| 14.07.2006 | Giants Stadium, East Rutherford (NJ)         | Celtic Glasgow      | 0:0      | Freundschaftsspiel |
| 06.08.2006 | L.A. Coliseum, Los Angeles                   | FC Barcelona        | 1:1      | USA-Reise des FC Barcelona |
| 12.07.2007 | Gwangyang-Fußballstadion, Gwangyang          | Racing Santander    | 5:0      | Peace Cup 2007 |
| 14.07.2007 | Daegu-Stadion, Daegu                         | Bolton Wanderers    | 0:2      | Peace Cup 2007 |
| 03.08.2008 | Soldier Field, Chicago                       | FC Barcelona        | 2:5      | USA-Reise des FC Barcelona |
| 10.07.2009 | Sportpark Berg en Bos, Apeldoorn             | Heracles Almelo     | 1:2      | Europa-Reise von Chivas |
| 12.07.2009 | Sportpark Berg en Bos, Apeldoorn             | Sivasspor           | 2:2      | Europa-Reise von Chivas |
| 16.07.2009 | Bocholt                                      | PAOK Saloniki       | 1:0      | Europa-Reise von Chivas |
| 08.08.2009 | Candlestick Park, San Francisco              | FC Barcelona        | 1:1      | USA-Reise des FC Barcelona |
| 30.07.2010 | Estadio Omnilife, Guadalajara                | Manchester United   | 3:2      | Stadioneinweihung und „Ablösespiel“ für Chicharito |
| 20.07.2011 | Qualcomm Stadium, San Diego                  | Real Madrid         | 0:3      | World Football Challenge 2011 |
| 28.07.2011 | Carter-Finley Stadium, Raleigh               | Juventus Turin      | 0:1      | World Football Challenge 2011 |
| 03.08.2011 | Sun Life Stadium, Miami Gardens              | FC Barcelona        | 4:1      | World Football Challenge 2011 |
| 17.06.2012 | Estadio Municipal, Peralada                  | CF Peralada         | 5:2      | Spanien-Reise von Chivas |
| 22.06.2012 | Estadi Municipal de Vilatenim, Figueres      | UE Figueres         | 4:2      | Spanien-Reise von Chivas |
| 26.06.2012 | Estadio Municipal, Peralada                  | FC Vilamalla        | 4:0      | Spanien-Reise von Chivas |
| 16.07.2014 | Miller Park, Milwaukee                       | Swansea City        | 1:1      | USA-Reise des FC Swansea |
| 31.07.2014 | Red Bull Arena, Harrison                     | Bayern München      | 0:1      | USA-Reise des FC Bayern |
| 06.08.2014 | NRG Stadium, Houston                         | AC Mailand          | 0:3      | USA-Reise des AC Mailand |
| 31.07.2016 | StubHub Center, Carson (Kalifornien)         | FC Arsenal          | 1:3      | USA-Reise des FC Arsenal |
| 19.07.2017 | Estadio Chivas, Guadalajara                  | FC Porto            | 2:2      | Super Copa Tecate |
| 16.07.2019 | SeatGeek Stadium, Bridgeview                 | AC Florenz          | 1:2      | International Champions Cup |
| 20.07.2019 | Levi’s Stadium, Santa Clara                  | Benfica Lissabon    | 0:3      | International Champions Cup |
| 23.07.2019 | Globe Life Park, Arlington                   | Atlético Madrid     | 0:0      | Ihre dritte Begegnung im Rahmen des International Champions Cup 2019 verlor Chivas erst im Elfmeterschießen mit 4:5 |
| 22.07.2022 | Allegiant Stadium, Paradise                  | Juventus Turin      | 0:2      | USA-Reise von Juventus Turin |
| 08.12.2022 | Coliseum Alfonso Pérez, Getafe               | FC Getafe           | 1:0      | Spanien-Reise von Chivas |
| 11.12.2022 | Estadio San Mamés, Bilbao                    | Athletic Bilbao     | 0:2      | Spanien-Reise von Chivas und Hinspiel um die Trofeo Árbol de Gernika, mit dem der Athletic Club sein 125-jähriges Bestehen feiert. |
| 16.07.2023 | Estadio Akron, Guadalajara                   | Athletic Bilbao     | 2:0      | Mexiko-Reise von Athletic Bilbao und Rückspiel um die Trofeo Árbol de Gernika, mit dem der Athletic Club sein 125-jähriges Bestehen feiert. Nachdem beide Mannschaften ihr Heimspiel mit 2:0 gewannen, wurde zur Ermittlung des Turniersiegers ein Elfmeterschießen erforderlich, das Chivas mit 4:2 gewann. |

### Statistik
Von den insgesamt 95 Testspielen (bis 16. Juli 2023) wurden 40 gewonnen und 34 verloren, 21 endeten unentschieden (Elfmeterschießen unberücksichtigt). 33 Begegnungen wurden in Mexiko ausgetragen (davon 19 in Guadalajara, 13 in Mexiko-Stadt sowie 1 in Zacatecas) und 23 in Europa. Von den restlichen 38 Spielen fanden 37 in den USA und 2 in Südkorea statt.
Häufigste Gegner waren Mannschaften aus Spanien (23 Spiele gegen 13 Vereine), Italien (17 Spiele gegen 14 Vereine) und Deutschland (12 Spiele gegen 9 Vereine).
Der mit Abstand häufigste Gegner war der FC Barcelona, gegen den 7 Spiele bestritten wurden (1 Sieg, 4 Remis und 2 Niederlagen). Je dreimal trat Chivas gegen den AC Mailand, Dinamo Zagreb und Partizan Belgrad an. Deutsche Mannschaften, gegen die Chivas mehr als ein Spiel absolvierte, sind der FC Bayern München, Hertha BSC und der VfB Stuttgart, gegen die jeweils 2 Begegnungen ausgetragen wurden.

### Übersicht der europäischen Gegner, nach Land sortiert
Die folgende Übersicht zeigt die jeweiligen Testspielgegner, nach Land sortiert. Es wird die jeweils heute gültige Flagge abgebildet, also z. B. im Fall von Dinamo Zagreb die kroatische und nicht die damals (1954 und 1982) gültige von Jugoslawien:
| Land         | Gegner               | Ergebnis (Jahr)                                                                   |
| ------------ | -------------------- | --------------------------------------------------------------------------------- |
| Belgien      | Standard Lüttich     | 1:0 (1964)                                                                        |
| Bulgarien    | Spartak Warna        | 2:0 (1998)                                                                        |
| Deutschland  | 1. FC Köln           | 0:1 (1988)                                                                        |
| Deutschland  | Bayern München       | 1:1 (4:5 i. E.) (1971), 0:1 (2014)                                                |
| Deutschland  | Hannover 96          | 5:0 (1957)                                                                        |
| Deutschland  | Hertha BSC           | 0:2, 1:2 (beide 1970)                                                             |
| Deutschland  | SSV Reutlingen       | 2:0 (1962)                                                                        |
| Deutschland  | VfB Leipzig          | 0:0 (1994)                                                                        |
| Deutschland  | VfB Stuttgart        | 1:0 (1951), 2:2 (1986)                                                            |
| Deutschland  | VfL Wolfsburg        | 5:0 (1974)                                                                        |
| Deutschland  | Werder Bremen        | 1:2 (1964)                                                                        |
| England      | FC Arsenal           | 1:3 (2016)                                                                        |
| England      | Bolton Wanderers     | 0:2 (2007)                                                                        |
| England      | Manchester United    | 3:2 (2010)                                                                        |
| Frankreich   | SCO Angers           | 2:2 (1964)                                                                        |
| Frankreich   | Girondins Bordeaux   | 1:2 (1988)                                                                        |
| Frankreich   | AS Nancy             | 2:1 (1979)                                                                        |
| Frankreich   | OSC Lille            | 1:0 (1964)                                                                        |
| Frankreich   | FC Rouen             | 1:1 (1964)                                                                        |
| Griechenland | PAOK Saloniki        | 1:0 (2009)                                                                        |
| Italien      | US Cremonese         | 2:0 (1994)                                                                        |
| Italien      | AC Florenz           | 1:2 (2019)                                                                        |
| Italien      | Juventus Turin       | 0:1 (2011), 0:2 (2022)                                                            |
| Italien      | AC Mailand           | 4:5 (1965), 1:1 (6:5 i. E.) (1994), 0:3 (2014)                                    |
| Italien      | Inter Mailand        | 1:0 (1994)                                                                        |
| Italien      | SSC Neapel           | 1:3 (1997)                                                                        |
| Italien      | Calcio Padova        | 4:1 (1994)                                                                        |
| Italien      | US Palermo           | 1:1 (1962)                                                                        |
| Italien      | AC Reggiana          | 2:1 (1995)                                                                        |
| Italien      | AS Rom               | 4:2 (1987)                                                                        |
| Italien      | US Salernitana       | 1:3 (1994)                                                                        |
| Italien      | FC Treviso           | 3:1 (1994)                                                                        |
| Italien      | US Triestina         | 3:0 (1994)                                                                        |
| Italien      | Udinese Calcio       | 2:1 (1983)                                                                        |
| Kroatien     | Dinamo Zagreb        | 2:3 (1954), 3:0, 1:0 (beide 1982)                                                 |
| Kroatien     | Hajduk Split         | 1:2 (1962)                                                                        |
| Niederlande  | Heracles Almelo      | 1:2 (2009)                                                                        |
| Norwegen     | Kongsvinger IL       | 5:1 (1993)                                                                        |
| Osterreich   | Austria Wien         | 0:0 (1953)                                                                        |
| Portugal     | Belenenses Lissabon  | 2:0 (1985)                                                                        |
| Portugal     | Benfica Lissabon     | 0:3 (2019)                                                                        |
| Portugal     | Sporting Lissabon    | 2:3 (1971), 1:2 (1987)                                                            |
| Portugal     | FC Porto             | 2:2 (2017)                                                                        |
| Schottland   | FC Dundee            | 2:3 (1962)                                                                        |
| Schottland   | Dundee United        | 2:0 (1987)                                                                        |
| Schottland   | Celtic Glasgow       | 0:0 (2006)                                                                        |
| Schweden     | IFK Göteborg         | 2:1 (1989)                                                                        |
| Schweden     | Helsingborgs IF      | 2:0 (1959)                                                                        |
| Serbien      | Partizan Belgrad     | 4:1 (1964), 1:2 (1970), 4:3 (1997)                                                |
| Slowakei     | Inter Bratislava     | 2:1, 0:1 (beide 1969)                                                             |
| Slowakei     | Slovan Bratislava    | 0:3 (1948), 0:1 (1964)                                                            |
| Slowakei     | Spartak Trnava       | 1:0 (1970)                                                                        |
| Spanien      | FC Barcelona         | 1:1 (1963), 2:2, 2:3 (beide 1964), 1:1 (2006), 2:5 (2008), 1:1 (2009), 4:1 (2011) |
| Spanien      | Athletic Bilbao      | 0:2 (Hinspiel, 2022), 2:0 (4:2 i. E.) (Rückspiel, 2023)                           |
| Spanien      | FC Cádiz             | 1:1 (1990)                                                                        |
| Spanien      | UE Figueres          | 4:2 (2012)                                                                        |
| Spanien      | FC Getafe            | 1:0 (2022)                                                                        |
| Spanien      | Sporting Gijón       | 3:1 (1953), 1:1 (1964)                                                            |
| Spanien      | Atlético Madrid      | 1:1 (1967), 0:0 (5:6 i. E.) (2019)                                                |
| Spanien      | Real Madrid          | 1:3 (2005), 0:3 (2011)                                                            |
| Spanien      | CD Mestalla          | 1:2 (1964)                                                                        |
| Spanien      | CF Peralada          | 5:2 (2012)                                                                        |
| Spanien      | Racing Santander     | 5:0 (2007)                                                                        |
| Spanien      | FC Sevilla           | 2:3 (1964)                                                                        |
| Spanien      | FC Vilamalla         | 4:0 (2012)                                                                        |
| Tschechien   | Dukla Prag           | 1:1 (1959), 2:0 (1963)                                                            |
| Tschechien   | Sparta Prag          | 1:2 (1966)                                                                        |
| Turkei       | Sivasspor            | 2:2 (2009)                                                                        |
| Ungarn       | Ferencváros Budapest | 2:1 (1947)                                                                        |
| Ungarn       | Rába ETO Győr        | 2:0 (1984)                                                                        |
| Wales        | Swansea City         | 1:1 (2014)                                                                        |

### Bilanz nach Land
| Land         | Anzahl Teams | Sp. | S  | U  | N  | Tore    |
| ------------ | ------------ | --- | -- | -- | -- | ------- |
| Belgien      | 01           | 01  | 1  | 0  | 0  | 01:0    |
| Bulgarien    | 01           | 01  | 1  | 0  | 0  | 02:0    |
| Deutschland  | 09           | 12  | 4  | 3  | 5  | 018:011 |
| England      | 03           | 03  | 1  | 0  | 2  | 04:07   |
| Frankreich   | 05           | 05  | 2  | 2  | 1  | 07:06   |
| Griechenland | 01           | 01  | 1  | 0  | 0  | 01:0    |
| Italien      | 14           | 17  | 8  | 2  | 7  | 030:027 |
| Kroatien     | 02           | 04  | 2  | 0  | 2  | 07:05   |
| Niederlande  | 01           | 01  | 0  | 0  | 1  | 01:02   |
| Norwegen     | 01           | 01  | 1  | 0  | 0  | 05:01   |
| Osterreich   | 01           | 01  | 0  | 1  | 0  | 00:0    |
| Portugal     | 04           | 05  | 1  | 1  | 3  | 07:010  |
| Schottland   | 03           | 03  | 1  | 1  | 1  | 04:03   |
| Schweden     | 02           | 02  | 2  | 0  | 0  | 04:01   |
| Serbien      | 01           | 03  | 2  | 0  | 1  | 09:06   |
| Slowakei     | 03           | 05  | 2  | 0  | 3  | 03:06   |
| Spanien      | 13           | 23  | 8  | 8  | 7  | 044:035 |
| Tschechien   | 02           | 03  | 1  | 1  | 1  | 04:03   |
| Turkei       | 01           | 01  | 0  | 1  | 0  | 02:02   |
| Ungarn       | 02           | 02  | 2  | 0  | 0  | 04:01   |
| Wales        | 01           | 01  | 0  | 1  | 0  | 01:01   |
| GES.         | 71           | 95  | 40 | 21 | 34 | 158:127 |

Anmerkung: Erst durch Elfmeterschießen entschiedene Spiele fließen als Remis und mit der Torbilanz nach regulärer Spielzeit (einschließlich Verlängerung) in die Derbystatistik ein.